# 클라이맥스 시리즈

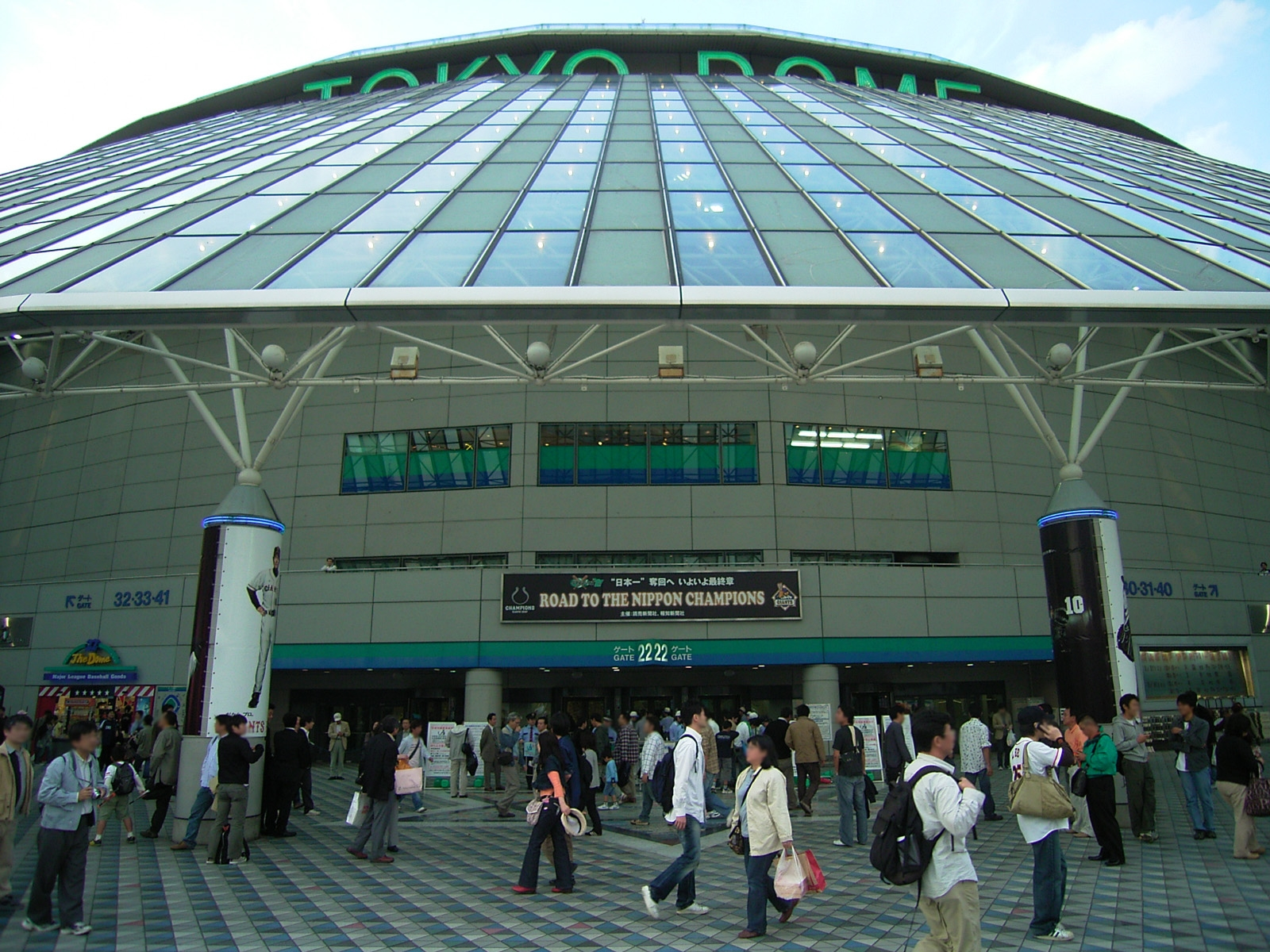
클라이맥스 시리즈 제2 스테이지를 개최했던 도쿄 돔의 모습(2007년 10월 20일 촬영)

클라이맥스 시리즈(일본어: クライマックスシリーズ, 영어: Climax Series)는 일본 야구 기구가 2007년 시즌부터 도입한 포스트시즌의 이름으로 ‘CS’라는 약칭으로 표기한다.

## 도입 배경
2004년에서 2006년까지 3시즌 동안 퍼시픽 리그에서는 리그 우승과 일본 시리즈 진출이 결정된 후에 소화해야 하는 경기를 가급적 줄이는 것을 목적으로, 시즌 상위 성적을 기록한 3개 구단이 참여하는 토너먼트 방식의 플레이오프 제도를 실시했다. 이것이 흥행면에서 큰 성공을 거둔 데다가 2004년과 2005년에는 정규 시즌 1위가 아닌 팀이 플레이오프에서 연달아 승리하고 올라와서 일본 시리즈를 제패하는 기염을 토했다(2006년에는 정규 시즌을 1위로 통과한 홋카이도 닛폰햄 파이터스가 플레이오프에서 승리한데 이어 그대로 일본 시리즈에서도 정상에 올랐다). 그 때문인지 2006년에는 센트럴 리그에서도 플레이오프 도입에 대한 대망론이 급부상하면서 논의가 진행됐고 같은 해 9월 4일 프로 야구 실행 위원회에서 다음 해인 2007년 시즌부터 센트럴 리그에도 이를 도입하기로 결정했고(당시에는 ‘포스트시즌 게임’이라는 가칭이 붙어 있었다) 이에 따라 양대 리그에서 실시 방식이나 명칭을 통일하게 됐다. 이에 맞춰 팬들로부터 명칭안을 일반 공모하여 여기에 접수된 1,948통(메일 1,438건, 엽서 510건)의 후보를 바탕으로 검토한 결과, 11월 14일에 명칭을 ‘클라이맥스 시리즈’(クライマックスシリーズ)로 결정됐다. 또한 리그별의 호칭도 함께 발표되면서 센트럴 리그는 ‘클라이맥스 세’(クライマックス セ), 퍼시픽 리그는 ‘클라이맥스 파’(クライマックス パ)라고 정해졌다. 동시에 2004년부터 2006년까지 3년간 한정돼 있던 페넌트레이스 최종 순위를 정하는 요소가 배제되면서 페넌트레이스 순위는 페넌트레이스만으로 결정될 수 있도록 되돌아갔다.
도입 초에는 리그 2위팀 - 3위 팀의 경기를 ‘제1 스테이지’(일반적인 토너먼트전에서 말하는 준결승·혹은 3위 결정전에 해당), 리그 우승팀 - 제1 스테이지 승리 팀의 경기를 ‘제2 스테이지’(토너먼트 결승전에 해당)라고 칭해져 있었지만 2010년 시즌부터는 제1 스테이지를 ‘퍼스트 스테이지’(ファーストステージ), 제2 스테이지를 ‘파이널 스테이지’(ファイナルステージ)로 각각 명칭을 변경하게 됐다. 이것은 우선 센트럴 리그가 같은 해 8월 2일에 열린 프로 야구 실행 위원회에서 개칭을 보고한 것으로 센트럴 리그와 같이 개칭을 검토하고 있던 퍼시픽 리그도 센트럴 리그와 동조해 8월 16일부로 개칭을 발표했다.
2020년 시즌에는 코로나19 감염 확산의 영향으로 정규 시즌 개막이 당초 예정보다 약 3개월 늦은 6월 19일로 개최된 것에 따라 클라이맥스 시리즈 일정에 대해 다시 논의됐다. 그 결과 센트럴 리그에서는 ‘돔 구장을 연고지로 하는 구단이 요미우리와 주니치 두 구단뿐이어서 우천 취소에 대비한 예비일을 많이 확보해 둘 필요가 있다’는 이유로 2007년에 도입한 이후 처음으로 취소가 결정됐다. 한편 퍼시픽 리그에서는 정규 시즌 1위 팀과 2위 팀만이 출전(스테이지 명칭은 없지만 파이널 스테이지에 해당하는 경기만 개최하고 어드밴티지를 포함한 4전 3선승제로 단축)하는 통상과는 다른 방식으로 이뤄지게 됐다.
본 문서에는 이하 및 관련 내용에서의 스테이지 명칭은 원칙적으로 당시의 명칭으로 표기했지만, 옛 명칭과 현재의 명칭이 혼재하는 경우에는 어느 쪽이냐를 표기하지 않는 것이 있다. 또한 약칭으로 퍼스트(스테이지)를 ‘제1’또는 ‘1st’, 파이널(스테이지)을 ‘최종’, 스테이지를 ‘S’로 표기하는 경우가 있다.

## 실행 방식

### 클라이맥스 시리즈로부터 일본 시리즈 진출까지의 과정
|  | 클라이맥스 시리즈 (퍼스트 스테이지) | 클라이맥스 시리즈 (퍼스트 스테이지) |                                        |   | 클라이맥스 시리즈 (파이널 스테이지) | 클라이맥스 시리즈 (파이널 스테이지) |                        |   | 일본 시리즈 | 일본 시리즈 |
|  |                                     |                                     |                                        |   |                                     |                                     |                        |   |             |             |
|  |                                     |                                     |                                        |   |                                     |                                     |                        |   |             |             |
|  |                                     |                                     |                                        |   |                                     |                                     |                        |   |             |             |
|  |                                     |                                     |                                        |   |                                     |                                     |                        |   |             |             |
|  |                                     |                                     | (6전 4선승제〈어드밴티지 1승을 포함〉) |   |                                     |                                     |                        |   |             |             |
|  |                                     |                                     |                                        |   |                                     |                                     |                        |   |             |             |
|  | 센트럴 리그 우승 팀                 | H                                   |                                        |   |                                     |                                     |                        |   |             |             |
|  | 센트럴 리그 우승 팀                 | H                                   | (3전 2선승제)                          |   |                                     |                                     |                        |   |             |             |
|  |                                     |                                     | 퍼스트 스테이지 승리 팀                |   |                                     |                                     |                        |   |             |             |
|  | 센트럴 리그 2위 팀                  | H                                   |                                        |   |                                     |                                     |                        |   |             |             |
|  | 센트럴 리그 2위 팀                  | H                                   | (7전 4선승제)                          |   |                                     |                                     |                        |   |             |             |
|  | 센트럴 리그 3위 팀                  |                                     |                                        |   |                                     |                                     |                        |   |             |             |
|  |                                     |                                     | 센트럴 리그 CS 우승 팀                 | ☆ |                                     |                                     |                        |   |             |             |
|  |                                     |                                     | 센트럴 리그 CS 우승 팀                 | ☆ |                                     |                                     |                        |   |             |             |
|  |                                     |                                     |                                        |   |                                     |                                     | 퍼시픽 리그 CS 우승 팀 | ☆ |             |             |
|  |                                     |                                     |                                        |   |                                     |                                     | 퍼시픽 리그 CS 우승 팀 | ☆ |             |             |
|  |                                     |                                     | (6전 4선승제〈어드밴티지 1승을 포함〉) |   |                                     |                                     |                        |   |             |             |
|  |                                     |                                     |                                        |   |                                     |                                     |                        |   |             |             |
|  | 퍼시픽 리그 우승 팀                 | H                                   |                                        |   |                                     |                                     |                        |   |             |             |
|  | 퍼시픽 리그 우승 팀                 | H                                   | (3전 2선승제)                          |   |                                     |                                     |                        |   |             |             |
|  |                                     |                                     | 퍼스트 스테이지 승리 팀                |   |                                     |                                     |                        |   |             |             |
|  | 퍼시픽 리그 2위 팀                  | H                                   |                                        |   |                                     |                                     |                        |   |             |             |
|  | 퍼시픽 리그 2위 팀                  | H                                   |                                        |   |                                     |                                     |                        |   |             |             |
|  | 퍼시픽 리그 3위 팀                  |                                     |                                        |   |                                     |                                     |                        |   |             |             |
|  |                                     |                                     |                                        |   |                                     |                                     |                        |   |             |             |

- H - 해당 스테이지의 홈팀
- ☆ - 격년으로 홈4:원정(어웨이)3의 배분이 다르다(기본적으로 1차전 주관 구단이 홈4, 3차전 주관 구단이 홈3의 비율).

클라이맥스 시리즈는 양대 리그 정규 시즌에서 최종 성적이 3위 이상을 기록한 팀에 의한 스탭-레더 방식(2스테이지 토너먼트 제도)으로 실시돼 일본 시리즈 진출권을 두고 다투게 된다.
퍼시픽 리그는 모든 경기에 지명타자 제도를 채택했지만 센트럴 리그는 이 제도를 이용하지 않고 9인제로 하고 있다.
심판은 주심과 누심 등 4명을 포함하여 우익수 쪽과 좌익수 쪽에 한 사람씩 배치되는 6인제가 도입된다.
클라이맥스 시리즈에서의 성적은 팀·개인 모두 정규 시즌의 기록에는 반영되지 않는다. 또한 후술대로 정규 시즌과는 별도로 시상이 이뤄지며 퍼시픽 리그에서는 협찬한 사람이 들어가는 등의 별도 조항이 있어 사실상 컵 전의 요소도 있다. 또한 리그 우승 구단이 클라이맥스 시리즈를 우승하는 것을 ‘완전 우승’이라고 부른다.

### 퍼스트 스테이지
‘퍼스트 스테이지’에서는 정규 시즌 2위 구단과 3위 구단이 2위 구단의 홈구장에서 3전 2선승제로 맞붙는다. 승수가 많은 구단이 승자가 되어 파이널 스테이지에 진출한다. 패자가 된 구단은 퍼스트 스테이지 탈락이 결정되면서 시즌이 끝난다. 만약 무승부가 생기면 3차전 종료 시점에서의 대전 성적이 ‘1승 1무 1패’ 혹은 ‘0승 3무 0패’가 같은 승패 수가 됐을 경우에 2위 구단이 승자가 된다. 2차전 종료 시점에서 승자가 결정했을 경우(‘두 개의 구단 중 한 팀의 2승’ 혹은 ‘2위 구단의 1승 1무’), 3차전은 실시하지 않는다.
위에서 말한 것처럼 2020년 퍼시픽 리그에서는 2팀만 참가하기 때문에 퍼스트 스테이지에 해당하는 경기는 이뤄지지 않았다.
현재의 명칭이 된 2010년 이후에도 신문 등에서는 옛 명칭과 같이 제1 스테이지와 표기되는 일이 있다.

### 파이널 스테이지
‘파이널 스테이지’(신문 등에서는 ‘최종 스테이지’라고도 표기)에서는 리그 우승 팀과 퍼스트 스테이지에서 승리한 팀이 리그 우승 팀의 홈구장에서 6경기제로 경기를 치른다. 리그 우승한 팀에게는 정규 시즌 성적에 대한 혜택으로 1승의 어드밴티지가 주어진다. 이 어드밴티지 1승을 포함해 먼저 4승을 거둔 팀에겐 ‘클라이맥스 시리즈 우승 구단’이라는 칭호가 주어지며 일본 시리즈 진출권을 얻는다. 패자가 된 구단은 파이널 스테이지 탈락이 결정되면서 시즌이 끝난다. 퍼스트 스테이지와 마찬가지로 무승부로서 승수가 같아질 경우에는 리그 우승 구단이 클라이맥스 시리즈 우승이 된다.
도입 배경에서 언급한 것처럼 2020년 퍼시픽 리그는 2팀 만이 참가했기 때문에 파이널 스테이지만 개최하게 되면서(스테이지의 명칭은 붙이지 않았음) 어드밴티지 1승을 포함하여 먼저 3승을 올린 구단이 클라이맥스 시리즈에서 우승하게 됐다.
1위 구단의 무승부 내지는 패한 횟수가 이긴 횟수를 앞서는 게 결정되는 시점에서 종료되고, 나머지 경기는 실행하지 않는다. 이 경우에는 어느 쪽인지 4승을 올리지 않아도 경기 도중에 중지되는 경우가 있다.
다만 클라이맥스 시리즈 도입 첫 해인 2007년에는 위에서 언급한 1승 어드밴티지가 주어지지 않은 조건하에서 5경기제(3선승제)로 경기를 치렀다. 플레이오프 제도를 처음 도입했던 퍼시픽 리그측에선 어드밴티지 제도 도입을 제안했지만 센트럴 리그측은 흥행을 이유로 소극적인 자세를 보였기 때문에 도입은 보류됐다. 당초에 ‘당장은 어드밴티지를 채택하지 않는다’고 공언했지만 그해 센트럴 리그 제2 스테이지에서 주니치 드래건스가 정규 시즌 우승 팀인 요미우리 자이언츠에게 3연승을 거둔 것을 계기로 어드밴티지가 ‘부활’(센트럴 리그의 경우에는 ‘신설’)됐다는 사례가 있다.
앞에서 말한 것처럼 클라이맥스 시리즈 우승 구단은 일본 시리즈 출전권을 얻는데 퍼시픽 리그는 정규 시즌 순위에 관계없이 매년 우승이 결정되면 헹가래가 이뤄지고 있는데 비해 센트럴 리그는 과거에 정규 시즌 2·3위 구단이 우승한 경우(2007년·2014년·2017년) 그 어떠한 연도에서도 헹가래를 한 적이 없다.

### 주최
일본 야구 기구의 주최가 되는 일본 시리즈와 달리, 주최는 정규 시즌과 마찬가지로 홈팀이다. 그 때문인지 TV 중계도 기본적으로는 정규 시즌을 중계했던 방송국(BS·CS방송 등, 구단이 제작하는 영상을 모든 경기를 방송하는 방송국)이 실시한다. 그 외에 BS 등에서의 무료 방송이 실시되는 경우가 있다(특히 퍼시픽 리그는 NHK BS1에서 방송하는 경우가 많다). 또한 지역에 따라서는 지상파로도 중계한다.
티켓 취급에 대해서는 마찬가지로 홈팀이 발매한다. 경기가 중단됐을 때의 티켓 취급에 대해서는 정규 시즌과 마찬가지로 ‘개최일에만 유효’로 하는 경우와 일본 시리즈처럼 ‘○차전에 대해서 유효’라는 두 가지가 있다. 우천이나 천재지변 등에 의해서 취소가 됐을 경우 전자의 경우에는 환불이 가능하고 후자의 경우에는 유효일 뒤로 돌려준다. 클라이맥스 시리즈 기간에 취소가 발생한 2019년 파이널 스테이지에서는 리그에 따라 취급이 달라서 주의 환기가 이루어졌다. 또한 리그에 따라 반드시 통일된 것은 아니라는 점에도 주의가 필요하다(예를 들어 2022년 경우에는 퍼스트 스테이지를 주최하는 DeNA가 ‘제〇차전 유효’라고 한 것에 비해 같은 해의 파이널 스테이지를 주최하는 야쿠르트는 ‘개최일 유효’라고 밝혔다). 티켓의 가격은 구단에 따라 차이는 있으나 정규 시즌보다 비싼 경우가 대부분이지만 세이부만 저렴하게 책정하는 경우가 많다.
경기 시작 전의 취소 결정권은 주최 구단엔 없다(후술).

### 취소·노 게임 및 대체 경기
개최 일정에는 예비일을 설정해 두어 악천후 등의 이유로 경기 취소 또는 노 게임이 선언됐을 경우에는 그 다음날 이후로 경기가 순차 연기 됨을 원칙으로 하였다. 단, 예비일을 포함한 일정에 모든 경기를 개최하지 못했을 경우 예비일 이후의 순연은 진행되지 않고 경기 자체를 취소시켰으며, 그 시점에서의 승패로 스테이지 승자를 결정한다. 승수가 같을 경우에는 정규 시즌 상위 구단이 스테이지 승자가 된다. 경기 취소 여부가 스테이지의 승패 관련 때문에 정규 시즌 막바지와 마찬가지로 경기 시작 전까지는 각 리그 책임자가 취소 결정권을 갖는다. 경기 시작 후에는 어떤 경기와도 역시 심판단이 판단한다.
퍼시픽 리그에서는 2경기 이상의 경기가 취소 또는 순연되면서 예비일 마지막날 하루 전까지 승부를 내지 못할 경우에는 더블헤더를 실시하는 경우가 있다(단, 승패에 따라서는 한 경기만으로 끝난다). 2013년 파이널 스테이지에서는 취소된 경기가 발생하는 바람에 처음으로 개최 가능성이 점쳐졌지만 취소된 경기가 한 경기에 그쳐서, 예비일 전에 스테이지 승리 팀이 결정됐다.
한편 센트럴 리그는 더블헤더를 실시하지 않는다. 태풍의 접근이 예측된 2014년 퍼스트 스테이지에서도 퍼시픽 리그에서는 더블헤더를 실시할 가능성이 있었지만 센트럴 리그는 실시 예정이 없었다. 따라서 만약 2위 팀이 1차전에서 승리하여 이틀 동안 경기가 중지될 경우에는 예비일의 경기를 거치지 않고 곧바로 스테이지 승리가 결정될 가능성도 있었다. 결과적으로는 태풍이 접근하기 전에 개최된 두 경기에서 스테이지 승리 팀이 정해졌기 때문에 경기를 소화하지 않고 중단되는 사태는 피할 수 있었다. 2017년에도 기상 상황이 좋지 않아서 센트럴 리그 퍼스트 스테이지 개최 여부가 불투명한 상황에 직면한 적이 있었고 같은 리그의 파이널 스테이지에서는 비가 내리면서 그라운드의 흙이 진흙탕으로 변해버릴 정도로 침수되는 와중에 그대로 경기가 진행되는 등 논란이 일었다. 2017년의 사례를 계기로 2018년 일정 방식이 검토됐지만 상위의 우위성을 유지하는 등의 이유로 변경하지 않고 실시하게 됐다.

### 선수 등록
출전할 수 있는 선수는 해당 시즌의 8월 31일 시점에서 출전 구단에 지배하 선수로 등록돼 있으면서 클라이맥스 시리즈 개최 시점에 있어도 출전 구단에 지배하 선수로 계속 등록돼 있어야 한다는 것이 조건이 된다. 정규 시즌과 마찬가지로 출전 선수로 등록된 29명 남짓의 선수들 중에서 25명 이내의 벤치에 들어간 선수가 출전할 수 있고 등록이 말소된 선수는 10일 간 재등록할 수 없다. 그리고 이 규정은 정규 시즌부터 계속해서 적용된다. 기간을 앞두고 백지 상태에서 등록에 들어가는 것이 아니라 정규 시즌 종료에서부터 클라이맥스 시리즈 개막까지의 사이에 출전 선수 등록이 말소됐을 경우, 말소일로부터 10일이 경과하지 않으면 클라이맥스 시리즈가 개막해도 재등록할 수 없다. 2017년부터 도입된 은퇴 경기 특례 제도를 이용하여 출전 선수로 등록하고 말소된 선수는 클라이맥스 시리즈에 출전할 수 없다.

#### 모든 선수의 출전 등록 말소
2011년부터 정규 시즌의 모든 일정이 종료된 후, 클라이맥스 시리즈의 첫 경기까지 10일 이상 공백이 있는 경우에는 자동적으로 모든 선수가 출전 선수 등록이 말소된다. 다만, 재등록시의 모든 선수에게 그동안의 FA권 관계에서의 등록일수와 능력에 따라 지급할 때 결정하는(1군 최저 연봉의 1,500만 엔에 못 미친 경우에는 등록일수에 따라 1,500만 엔을 상한으로 가산하는 액수) 것이 인정된다. 이것은 2010년 정규 시즌의 모든 일정이 종료된 후에 주니치 드래건스가 모든 선수의 출전 등록이 말소된 것을 계기로 2011년에 규정으로서 명문화한 것으로, 주니치의 사례에 대해서도 거슬러 올라가서 적용된다.
| 연도   | 구단       | 리그   | 순 위 | 종료일    | 말소일    | 참가 스테이지 | CS 첫 경기 |
| ------ | ---------- | ------ | ----- | --------- | --------- | ------------- | ---------- |
| 2010년 | 주니치     | 센트럴 | 1     | 10월 2일  | 10월 3일  | 파이널        | 10월 20일  |
| 2011년 | 닛폰햄     | 퍼시픽 | 2     | 10월 18일 | 10월 19일 | 퍼스트        | 10월 29일  |
| 2011년 | 세이부     | 퍼시픽 | 3     | 10월 18일 | 10월 19일 | 퍼스트        | 10월 29일  |
| 2011년 | 주니치     | 센트럴 | 1     | 10월 20일 | 10월 21일 | 파이널        | 11월 2일   |
| 2011년 | 소프트뱅크 | 퍼시픽 | 1     | 10월 22일 | 10월 23일 | 파이널        | 11월 3일   |
| 2014년 | 소프트뱅크 | 퍼시픽 | 1     | 10월 2일  | 10월 3일  | 파이널        | 10월 15일  |
| 2016년 | 닛폰햄     | 퍼시픽 | 1     | 9월 30일  | 10월 1일  | 파이널        | 10월 12일  |
| 2016년 | 히로시마   | 센트럴 | 1     | 10월 1일  | 10월 2일  | 파이널        | 10월 12일  |
| 2017년 | 히로시마   | 센트럴 | 1     | 10월 1일  | 10월 2일  | 파이널        | 10월 18일  |
| 2018년 | 세이부     | 퍼시픽 | 1     | 10월 6일  | 10월 7일  | 파이널        | 10월 17일  |
| 2019년 | 세이부     | 퍼시픽 | 1     | 9월 26일  | 9월 27일  | 파이널        | 10월 9일   |
| 2019년 | 요미우리   | 센트럴 | 1     | 9월 28일  | 9월 29일  | 파이널        | 10월 9일   |
| 2021년 | 요미우리   | 센트럴 | 3     | 10월 24일 | 10월 25일 | 퍼스트        | 11월 6일   |
| 2021년 | 한신       | 센트럴 | 2     | 10월 26일 | 10월 27일 | 퍼스트        | 11월 6일   |
| 2021년 | 오릭스     | 퍼시픽 | 1     | 10월 25일 | 10월 26일 | 파이널        | 11월 10일  |
| 2023년 | 히로시마   | 센트럴 | 2     | 10월 1일  | 10월 2일  | 퍼스트        | 10월 14일  |
| 2023년 | 한신       | 센트럴 | 1     | 10월 4일  | 10월 5일  | 파이널        | 10월 18일  |
| 2024년 | 요미우리   | 센트럴 | 1     | 10월 2일  | 10월 3일  | 파이널        | 10월 16일  |
| 2024년 | 소프트뱅크 | 퍼시픽 | 1     | 10월 4일  | 10월 5일  | 파이널        | 10월 16일  |

- 2021년의 오릭스는 전체 일정이 종료된 시점에서도 순위가 확정되지 않았지만, 2위로 퍼스트 스테이지(11월 6일)부터 10일 이상이 경과하여 규정이 적용됐다.

### 예고 선발
예고 선발은 2007년부터 2017년까지는 퍼시픽 리그에서만 실시됐고 센트럴 리그에서는 실시되지 않았다. 2018년부터 양대 리그 모두 예고 선발을 실시했다.
단, 퍼시픽 리그에서는 2차전 이후의 예고 선발의 발표는 정규 시즌과는 달라, 당일 경기 종료 후에 이뤄진다(다음날에도 경기가 열리는 경우에 한해서). 이 때문에 다음날의 선발 후보 투수를 여러 명 준비해 뒀다가 당일의 승패에 따라 다음날 선발을 결정한다는 전략도 가능해진다.
한편 센트럴 리그에서는 2차전 이후의 예고 선발 발표는 정규 시즌과 마찬가지로 당일 경기 개시까지 이미 이뤄지고 있다. 이것은 당일의 경기 결과 순서에 따라 중단될 가능성이 있는 경기라도 발표된다(실제로 2023년 센트럴 리그 퍼스트 스테이지에서는 2차전이 종료되면서 중단됐지만 경기 시작 전 시점에서는 이미 3차전 예고 선발을 발표했다).

### 연장·무승부
연장전의 이닝 제한은 센트럴·퍼시픽 리그 모두 정규 시즌과 동일하게 12회로 정해져 있는데 12회가 종료됐는데도 동점인 경우에는 무승부로 간주되지만 무승부가 되더라도 재경기를 하진 않는다. 무승부를 포함해 스테이지 승자가 확정됐을 경우에는 나머지 경기를 치르지 않는다.
또한 센트럴 리그에서는 2013년부터, 퍼시픽 리그에서는 2015년부터 이기거나 무승부로 상위 팀의 스테이지 승리가 확정되는 경기에서는 12회초 종료 또는 12회말 도중에 동점이 되면서 각 스테이지 승자가 확정되는 시점에 경기를 중지하여 콜드게임이 되도록 변경됐다. 해당 사례는 2014년 센트럴 리그 퍼스트 스테이지에서 처음으로 발생했다. 2021년 퍼시픽 리그 파이널 스테이지에서는 최종 이닝인 9회말 공격 중에 따라붙은 무승부 콜드게임이 처음으로 적용됐다. 또한 이 규정이 변경되기 전에 퍼시픽 리그에서 해당되는 사례가 2011년에 있었지만 이 때는 통상적으로 12회말을 실시했다(결과는 퍼시픽 리그 우승 팀인 소프트뱅크의 끝내기 승리).
정규 시즌 무승부와 관련해 통상적인 시즌과 다른 제도였던 아래의 3시즌은 각각의 시즌에 따라 대응이 다르다.
- 2011년과 2012년 정규 시즌에 채택된 특별 룰(연장전에 관해서는 경기 개시부터 3시간 30분이 경과된 후에는 새로운 이닝에 들어가지 않는다)은 클라이맥스 시리즈에는 적용되지 않았고 시간 제한 없이 최대 12회까지 진행됐다.[주 9]
- 2020년에는 10회 종료 시점에서 동점인 경우 무승부로 했던 정규 시즌과 마찬가지로 퍼시픽 리그에서만 개최된 클라이맥스 시리즈도 10회 종료와 동시에 무승부로 하는 룰이 됐다(다만 해당하는 사례는 발생하지 않았다).
- 2021년에도 정규 시즌 방식에 준하여 연장전은 치르지 않고 9회를 종료한 시점에서 동점일 경우에는 무승부로 한다.

## ‘리그 순위’ 결정 방식
센트럴 리그와 퍼시픽 리그는 모두 정규 시즌의 성적에 의해서 그 시즌의 리그 순위를 확정한다. 리그 우승 제도가 유지되기 때문에 클라이맥스 시리즈에 의한 순위 변동은 일어나지 않는다(단, 클라이맥스 시리즈 우승 구단의 시상은 별도로 이뤄진다). 프로 야구 드래프트 회의(연도에 의해 사회인·대학생 드래프트)의 지명 순서도 정규 시즌의 최종 순위를 기준으로 결정한다.
정규 시즌 순위에 대해서는 ‘클라이맥스 시리즈 개막 예정일 이틀 전까지 짜여진 일정 종료 시점에서의 순위로 확정한다’라고 명시돼 있어 클라이맥스 시리즈의 출전 구단도 이 시점에서의 순위를 바탕으로 결정한다. 기본적으로 클라이맥스 시리즈 진출 가능성이 있는 팀의 경기를 우선적으로 짜여지며, 미소화 경기가 있는 경우에는 클라이맥스 시리즈와 병행하여 가능한 개최로 진행하고 있다.
과거에 클라이맥스 시리즈와 병행하여 개최된 경우는 있었으나 일정 소화의 문제가 발생하면서 다음과 같은 사례가 있다.
- 2013년에는 퍼스트 스테이지 개최일의 10월 12일·13일에 라쿠텐(우승) - 오릭스(B클래스 확정)와의 경기를 개최했다.[19]
  - 이 해에 우승은 일찌감치 결정했지만 2 ~ 4위 팀이 혼전 양상을 보여 10월 들어서도 순위가 확정되지 않자 진출 가능성이 남는 팀을 우선해서 짜넣었다. 결과적으로는 이 2경기 이외의 경기는 10월 8일까지에야 모두 끝났다.
- 2014년에는 센트럴 리그에서 우천 취소에 의한 일정 소화에 문제가 발생하면서 소화 시합의 취급에 대한 논의가 있었지만 클라이맥스 시리즈의 출전 팀은 규정에 따라서 퍼스트 스테이지 개막 이틀 전인 10월 9일 종료 시의 순위를 참고하여 결정했다. 리그전은 기본적으로 이 10월 9일까지의 모든 경기 일정을 소화시킨다는 대전제로서 경기를 진행했지만 일정을 맞추지 못하고 잔여 경기가 남아있는 경우라도 가급적 2014년도 일본 시리즈 개막 직전인 10월 20일까지 모든 일정을 소화하여 각 팀 144경기씩을 소화한 단계에서의 순위로 최종 순위를 정한다는 결정이 내려진 적도 있다.[20]
- 2018년에는 최초로 센트럴·퍼시픽 양대 리그와 함께 퍼스트 스테이지 개최일에 정규 시즌의 경기를 개최했다(10월 13일 주니치 대 한신전, 지바 롯데 대 라쿠텐전이며 어느 팀도 B클래스가 확정).
  - 이 해에는 우천 취소를 비롯해 호우·지진·태풍 등 천재 지변에 의한 경기 취소가 속출됐고 특히 센트럴 리그에서 더욱 늘어나면서 퍼스트 스테이지 개막 이틀 전인 10월 11일까지 전체 일정을 소화하지 못할 가능성이 높아졌다. 이에 따라 9월 20일, 상기 2014년과 같은 대책을 확인했다.[21] A클래스 진입 가능성을 남겨둔 한신이 9월 30일 시점에서 계산상 예비일이 없어졌기 때문에(남은 11일간의 경기는 10월 11일까지이며 한신은 11경기를 남겨두고 있었음) 20년 만에 더블헤더를 치르는 것도 검토됐다. 결과적으로 10월 4일에 한신이 B클래스가 확정되면서 일정이 확정되지 않은 11일은 A클래스 진입 가능성이 있는 팀과의 경기가 예비일이 되면서 주니치와의 남은 1경기(주니치도 B클래스 확정)는 10월 13일에 편성됐다. 이 외의 경기는 10월 10일까지 종료됐다.
  - 또한 퍼시픽 리그에서도 특히 지바 롯데의 경기 소화가 늦어졌지만 B클래스가 확정됐다. 일정은 A클래스가 확정된 팀과의 경기와 그 예비일을 우선하여 1경기 일정이 확정되지 않은 라쿠텐전(라쿠텐도 B클래스 확정)은 10월 13일에 짜여졌다. 그 외에 경기는 10월 11일까지 종료됐다.
  - 이 일을 계기로 2019년 시즌에는 센트럴 리그에서도 월요일 등의 경기가 없는 날에도 예비일을 설정하게 됐다.[22][23]
- 2021년에는 악천후와 코로나19 집단 감염으로 인한 경기 순연이 잇따르면서 일정 여유가 없어졌다. 그 때문인지 10월 30일로 예정돼 있던 클라이맥스 시리즈 개막을 1주일 늦춘 11월 6일에 개막하기로 결정했다.[24] 결과적으로 예비일을 많이 확보한 사정은 있었지만 퍼시픽 리그는 10월 30일, 센트럴 리그는 11월 1일로 모든 일정을 종료했다.

따라서 리그 우승이 확정되지 않는 채로 클라이맥스 시리즈에 진출하는 경우와 실제로 확정된 순위와 클라이맥스 시리즈 출전 기준에 따른 순위가 달라져서 클라이맥스 시리즈에 출전해도 최종적으로 실순위에서 B클래스(그 반대로 실순위는 A클래스이지만, 클라이맥스 시리즈 출전을 놓친다), 혹은 실순위는 3위여도 출전 순위 2위로 퍼스트 스테이지 진행권을 얻는 등의 경우가 발생할 수도 있다는 점이다.
또한 양대 리그 모두 협약에 의해서 정규 시즌 경기는 10월 20일까지 마치기로 했으므로 클라이맥스 시리즈 진출팀의 경기가 남으면서 최종 스테이지까지 진출했을 경우에는 취소된 채로 마무리될 가능성도 있다.
정규 시즌 순위는 승률을 기준으로 한다. 승률의 계산식에 대해서는 무승부를 제외한 다음 공식을 사용하고 있다.
승률=승리 수÷(경기 수-무승부 경기 수)=승리 수÷(승리 수+패전 수).
또한 승률이 동률을 이루었을 경우에는 아래와 같이 순위를 결정한다.
1. (센트럴 리그만) 승수가 많은 구단
2. 직접 대결에서 상대팀보다 앞서는 구단(3팀 이상이 늘어선 경우에는 해당 팀들 간의 대전 성적을 합산한 다음 비교)
3. 양대 리그 교류전 성적을 제외한 리그전(전체 125경기[주 10])에 있어서의 승률
4. 작년 시즌 순위가 상위인 구단
퍼시픽 리그는 위의 2 ~ 4번까지 결정한다. 3번은 센트럴 리그에선 2022년부터 도입.

(예1) 승률 3위로 동률을 이룬 A구단과 B구단이 있는 경우(143경기제에서의 환산)
A구단이 70승 3무 70패, B구단이 71승 1무 71패, A구단과 B구단의 직접 대결에서 A구단이 13승, B구단이 12승을 올렸을 경우를 가정하면 센트럴 리그에서는 승수가 많은 B구단이 상위가 되고, 퍼시픽 리그에서는 직접 대결에서 승수가 많은 A구단이 상위가 된다. 만일 승패수나 대전 성적이 동일한 경우에는 단판 승부의 플레이오프는 실시하지 않고 교류전을 제외한 리그전에서의 승률이 높은 구단이 상위가 된다(리그전의 승률까지 똑같은 경우에는 전년도 순위가 상위인 구단이 상위로 차지한다).
(예2) 센트럴 리그의 ‘승률은 동일하나 승수가 다른’ 경우(143경기제에서의 환산)
5할 이외의 경우 승률 6할(84승 3무 56패, 81승 8무 54패)이나 승률 6할 6푼 7리(94승 2무 47패, 92승 5무 46패) 등 끝단위가 좋은 승률과 극히 드문 경우로 국한된다. 그리고 퍼시픽 리그의 ‘교류전을 제외한 승률’은 교류전의 승률이 낮은 쪽이라는 뜻으로 간주된다(교류전에서 승률이 낮은 팀이 리그전에서 차지하는 승리가 많기 때문).
‘교류전을 제외한 승률’
이 규칙은 퍼시픽 리그에서는 애당초부터 설정돼 있지만 센트럴 리그에서도 2022년부터 도입했다. 실제로 2022년 퍼시픽 리그에서는 오릭스와 소프트뱅크가 76승 2무 65패로 나란히 동률 1위로 시즌을 마쳤는데 오릭스는 소프트뱅크와의 상대 전적에서 15승 10패를 기록했기 때문에 오릭스가 자력으로 우승했고 소프트뱅크는 2위로 클라이맥스 시리즈 퍼스트 스테이지에 진출하게 됐다. 이처럼 승률이 동일해도 반드시 순위가 다르게 하는 순위 결정 방식은 클라이맥스 시리즈가 시작되고 나서 그러한 실시를 위해 결정된 방식이어서 그때까지는 순위가 동일한 경우도 있었다.

## 클린치 넘버
2009년까지 시즌 종반에는 교도 통신사가 클라이맥스 시리즈 진출 결정이 되는 3위 이내(소위 A클래스)가 확정될 때까지의 최소 승패수를 ‘클라이맥스 시리즈 진출 매직 넘버’라는 이름으로 전송해, 각 언론에서는 이것을 양대 리그의 순위표 등과 함께 표시했었다. 이것은 리그 우승이 확정될 때까지의 승수를 나타내는 ‘매직 넘버’에 준하는 것이지만 3위 이내라는 조건이 되면 매직 넘버를 점등한 팀이나 매직 넘버가 대상이 되는 팀도 복수가 되는 데다가 최소 승수를 나타내려면 리그의 나머지 모든 경기의 승패 패턴을 시뮬레이션 할 필요가 있는 등 계산 방법이 더욱 복잡해지고, 또한 무승부 경기가 많이 발생했을 경우 등 특정의 조건에서는 계산이 더욱 복잡해져서 최소 승패수에 도달하지 못할 가능성도 있는 등 산출이 시스템적으로 어렵다는 단점이 있었다. 특히 2009년 9월에는 교도 통신사의 계산 프로그램에 대한 문제가 발생하면서 진출 매직 넘버의 산출을 둘러싼 혼란이 생기자, “기준으로서는 별로 바람직하지 않으며, 적당한 것으로는 없다”라는 지적을 받았다.
이러한 이유를 들어 2010년에 교도 통신사는 정보·시스템 연구 기구, 통계 수리 연구소와 공동으로 클라이맥스 시리즈 진출까지의 기준을 산출하는 방식인 ‘클라이맥스 시리즈·클린치 넘버’(クライマックスシリーズ・クリンチナンバー)를 개발했다. 최적화 수법을 이용해서 계산할 필요가 없는 패턴을 배제하는 것에 의해서 단시간에 최소수를 계산하는 것이 가능해졌다. 클린치 넘버는 클라이맥스 시리즈 진출을 확정하기 위해서 필요한 최소의 승수이며, 제로가 되면 진출 결정이 되어 ‘☆’를 나타낸다. 반대로 클린치 넘버가 남은 경기 수를 넘었을 경우엔 자력으로의 진출 가능성이 없어지므로 이 경우엔 클린치 넘버도 소멸하여, ‘△’를 나타낸다. 게다가 진출 가능성이 완전히 소멸했을 경우에는 4위 이하(소위 B클래스)가 확정되면 ‘×’를 나타낸다.
‘클린치’(Clinch)에는 ‘승패를 겨룬다’라는 의미가 있어서 메이저 리그에서는 지구 우승이나 플레이오프 진출 결정까지의 목표 숫자를 ‘클린치 넘버’라고 불린다. 또한 교도 통신사는 클린치 넘버를 개발하여 2010년 7월 28일에 특허 신청을 하여, 8월 10일부터 각 언론사로의 전송을 시작했다.

## 비판 및 문제점
정규 시즌 후 상위 팀에 의한 토너먼트를 진행하는 리그는 일본 국내뿐 아니라 해외에서도 흔한 일이지만 도요다 야스미쓰, 히로오카 다쓰로 등 클라이맥스 시리즈 도입 자체에 반대 의견을 내는 사람도 적지 않았다. 또한 히로사와 가쓰미 등 출전 조건에 비판하는 사람도 있다.
이들 의견에서는 정규 시즌 1위 이외의 팀끼리 맞대결을 펼치는 것과 승률 5할 미만, 즉 패전 수가 훨씬 더 많은 팀에서도 일본 시리즈에 진출한다(심지어는 그로 인해 일본 시리즈에서 우승을 해버린다)는 가능성이 있으며 결과적으론 일본 시리즈의 질을 떨어뜨린다는 지적도 있다. 또한 6팀 가운데 3팀을 출전할 수 있다는 점 등이 비판의 대상이 되고 있다.
실제 야구팬들로부터 신문과 잡지에 “클라이맥스 시리즈를 폐지하거나 어떻게 해서든 개최하고 싶다면 양대 리그 모두 3팀씩 출전하는 동서 2지구제를 도입하여 지구 우승 팀이 리그 우승·일본 시리즈 진출을 놓고 경쟁하는 방식으로 바꿔야 한다”, “어드밴티지를 리그전의 승차에 따라 늘리는 등을 적용해도 좋다”라는 등의 비판적 의견이 여러 차례 제기된 바 있다.
하지만 클라이맥스 시리즈 자체의 입장객수가 많다는 점과 소화 시합이 줄어드는 점 등 흥행면에서의 효과는 크고, 클라이맥스 시리즈가 도입된 이후부터는 운영하는 측에서 운영 재검토에 대한 의견이 제기되는 일은 거의 없는 상태다.

## 수상

### 팀상
우승 팀에게는 주최 연맹에서 센트럴 리그는 우승 접시(은색 접시), 퍼시픽 리그는 우승기를 액자에 담아 증정한다.

### 개인상
양대 리그 모두 우승 팀에서 가장 맹활약했던 선수에게 MVP(최우수 선수)를 시상하고 있다. 단, 퍼시픽 리그는 클라이맥스 시리즈 도입 초기인 2007년부터이며 센트럴 리그는 퍼시픽 리그보다 1년 늦은 2008년에 도입했다. 2007년 퍼시픽 리그에서는 제1 스테이지에서도 MVP를 시상했다. 2010년 퍼시픽 리그에서는 3위에서 올라 온 지바 롯데로부터 퍼스트 스테이지와 파이널 스테이지로 나누어 시상했다.
| 연도 | 센트럴 리그                | 센트럴 리그                | 퍼시픽 리그             | 퍼시픽 리그 |
| 연도 | 성명                       | 소속 구단                  | 성명                    | 소속 구단   |
| ---- | -------------------------- | -------------------------- | ----------------------- | ----------- |
| 2007 | (없음)                     | (없음)                     | 사부로(제1)             | 지바 롯데   |
| 2007 | (없음)                     | (없음)                     | 다르빗슈 유(제2)        | 닛폰햄      |
| 2008 | 알렉스 라미레스            | 요미우리                   | 와쿠이 히데아키         | 세이부      |
| 2009 | 와키야 료타                | 요미우리                   | 터멜 슬레지             | 닛폰햄      |
| 2010 | 와다 가즈히로              | 주니치                     | 사토자키 도모야(퍼스트) | 지바 롯데   |
| 2010 | 와다 가즈히로              | 주니치                     | 나루세 요시히사(파이널) | 지바 롯데   |
| 2011 | 요시미 가즈키              | 주니치                     | 우치카와 세이이치       | 소프트뱅크  |
| 2012 | 이시이 요시히토            | 요미우리                   | 이토이 요시오           | 닛폰햄      |
| 2013 | 스가노 도모유키            | 요미우리                   | 다나카 마사히로         | 라쿠텐      |
| 2014 | 오승환                     | 한신                       | 요시무라 유키           | 소프트뱅크  |
| 2015 | 가와바타 신고              | 야쿠르트                   | 우치카와 세이이치       | 소프트뱅크  |
| 2016 | 다나카 고스케              | 히로시마                   | 나카타 쇼               | 닛폰햄      |
| 2017 | 호세 셀레스티노 로페스     | DeNA                       | 우치카와 세이이치       | 소프트뱅크  |
| 2018 | 기쿠치 료스케              | 히로시마                   | 야나기타 유키           | 소프트뱅크  |
| 2019 | 오카모토 가즈마            | 요미우리                   | 이마미야 겐타           | 소프트뱅크  |
| 2020 | (CS 취소로 인한 시상 없음) | (CS 취소로 인한 시상 없음) | 나카무라 아키라         | 소프트뱅크  |
| 2021 | 오쿠가와 야스노부          | 야쿠르트                   | 스기모토 유타로         | 오릭스      |
| 2022 | 호세 오수나                | 야쿠르트                   | 요시다 마사타카         | 오릭스      |
| 2023 | 기나미 세이야              | 한신                       | 스기모토 유타로         | 오릭스      |
| 2024 | 도바시라 야스타카          | DeNA                       | 야마카와 호타카         | 소프트뱅크  |

그 외에도 2007년 퍼시픽 리그에서는 제2 스테이지에서 활약한 MVP 이외의 선수에게 감투상을 시상했고 2010년 이후의 퍼시픽 리그에서는 퍼스트 스테이지에서 가장 맹활약했던 선수 및 파이널 스테이지에서 활약한 MVP 이외의 선수에게 있어서 각각의 특별상을 시상하고 있다.

## 기록

### 각 연도별 대전 성적
- 승리 팀들의 이름 가운데 그 해 시리즈에서 우승(일본 시리즈에 출장)한 팀은 굵은 글씨로 나타낸다.
- 팀 이름에 계속되는 괄호 안은 정규 시즌의 순위(1위는 우승 팀).
- 경기 성적표의 ☆／★는 어드밴티지(아래 표의 A)에 의한 1승/1패를 나타낸다.

#### 클라이맥스 시리즈 - 센트럴 리그
| 개최 년도   | 스테이지                                                                                | 스테이지                                                                                | 개최 구장                                                                               | 승리팀                                                                                  | 성적                                                                                    | 승패표                                                                                  | 승패표                                                                                  | 승패표                                                                                  | 승패표                                                                                  | 승패표                                                                                  | 승패표                                                                                  | 승패표                                                                                  | 패전팀                                                                                  |
| 개최 년도   | 명칭                                                                                    | 경기제                                                                                  | 개최 구장                                                                               | 승리팀                                                                                  | 성적                                                                                    | A                                                                                       | 1                                                                                       | 2                                                                                       | 3                                                                                       | 4                                                                                       | 5                                                                                       | 6                                                                                       | 패전팀                                                                                  |
| ----------- | --------------------------------------------------------------------------------------- | --------------------------------------------------------------------------------------- | --------------------------------------------------------------------------------------- | --------------------------------------------------------------------------------------- | --------------------------------------------------------------------------------------- | --------------------------------------------------------------------------------------- | --------------------------------------------------------------------------------------- | --------------------------------------------------------------------------------------- | --------------------------------------------------------------------------------------- | --------------------------------------------------------------------------------------- | --------------------------------------------------------------------------------------- | --------------------------------------------------------------------------------------- | --------------------------------------------------------------------------------------- |
| 2007년 상세 | 제1                                                                                     | 3                                                                                       | 나고야 돔                                                                               | 주니치(2위)                                                                             | 2승 0패                                                                                 |                                                                                         | ○                                                                                       | ○                                                                                       | -                                                                                       |                                                                                         |                                                                                         |                                                                                         | 한신(3위)                                                                               |
| 2007년 상세 | 제2                                                                                     | 5                                                                                       | 도쿄 돔                                                                                 | 주니치(2위)                                                                             | 3승 0패                                                                                 |                                                                                         | ○                                                                                       | ○                                                                                       | ○                                                                                       | -                                                                                       | -                                                                                       |                                                                                         | 요미우리(1위)                                                                           |
| 2008년 상세 | 제1                                                                                     | 3                                                                                       | 교세라 돔 오사카                                                                        | 주니치(3위)                                                                             | 2승 1패                                                                                 |                                                                                         | ○                                                                                       | ●                                                                                       | ○                                                                                       |                                                                                         |                                                                                         |                                                                                         | 한신(2위)                                                                               |
| 2008년 상세 | 제2                                                                                     | 6                                                                                       | 도쿄 돔                                                                                 | 요미우리(1위)                                                                           | 3승 1무 1패                                                                             | ☆                                                                                       | ●                                                                                       | ○                                                                                       | △                                                                                       | ○                                                                                       | -                                                                                       | -                                                                                       | 주니치                                                                                  |
| 2009년 상세 | 제1                                                                                     | 3                                                                                       | 나고야 돔                                                                               | 주니치(2위)                                                                             | 2승 1패                                                                                 |                                                                                         | ●                                                                                       | ○                                                                                       | ○                                                                                       |                                                                                         |                                                                                         |                                                                                         | 야쿠르트(3위)                                                                           |
| 2009년 상세 | 제2                                                                                     | 6                                                                                       | 도쿄 돔                                                                                 | 요미우리(1위)                                                                           | 4승 1패                                                                                 | ☆                                                                                       | ●                                                                                       | ○                                                                                       | ○                                                                                       | ○                                                                                       | -                                                                                       | -                                                                                       | 주니치                                                                                  |
| 2010년 상세 | 퍼스트                                                                                  | 3                                                                                       | 한신 고시엔 구장                                                                        | 요미우리(3위)                                                                           | 2승 0패                                                                                 |                                                                                         | ○                                                                                       | ○                                                                                       | -                                                                                       |                                                                                         |                                                                                         |                                                                                         | 한신(2위)                                                                               |
| 2010년 상세 | 파이널                                                                                  | 6                                                                                       | 나고야 돔                                                                               | 주니치(1위)                                                                             | 4승 1패                                                                                 | ☆                                                                                       | ○                                                                                       | ○                                                                                       | ●                                                                                       | ○                                                                                       | -                                                                                       | -                                                                                       | 요미우리                                                                                |
| 2011년 상세 | 퍼스트                                                                                  | 3                                                                                       | 메이지 진구 야구장                                                                      | 야쿠르트(2위)                                                                           | 2승 1패                                                                                 |                                                                                         | ○                                                                                       | ●                                                                                       | ○                                                                                       |                                                                                         |                                                                                         |                                                                                         | 요미우리(3위)                                                                           |
| 2011년 상세 | 파이널                                                                                  | 6                                                                                       | 나고야 돔                                                                               | 주니치(1위)                                                                             | 4승 2패                                                                                 | ☆                                                                                       | ○                                                                                       | ●                                                                                       | ●                                                                                       | ○                                                                                       | ○                                                                                       | -                                                                                       | 야쿠르트                                                                                |
| 2012년 상세 | 퍼스트                                                                                  | 3                                                                                       | 나고야 돔                                                                               | 주니치(2위)                                                                             | 2승 1패                                                                                 |                                                                                         | ○                                                                                       | ●                                                                                       | ○                                                                                       |                                                                                         |                                                                                         |                                                                                         | 야쿠르트(3위)                                                                           |
| 2012년 상세 | 파이널                                                                                  | 6                                                                                       | 도쿄 돔                                                                                 | 요미우리(1위)                                                                           | 4승 3패                                                                                 | ☆                                                                                       | ●                                                                                       | ●                                                                                       | ●                                                                                       | ○                                                                                       | ○                                                                                       | ○                                                                                       | 주니치                                                                                  |
| 2013년 상세 | 퍼스트                                                                                  | 3                                                                                       | 한신 고시엔 구장                                                                        | 히로시마(3위)                                                                           | 2승 0패                                                                                 |                                                                                         | ○                                                                                       | ○                                                                                       | -                                                                                       |                                                                                         |                                                                                         |                                                                                         | 한신(2위)                                                                               |
| 2013년 상세 | 파이널                                                                                  | 6                                                                                       | 도쿄 돔                                                                                 | 요미우리(1위)                                                                           | 4승 0패                                                                                 | ☆                                                                                       | ○                                                                                       | ○                                                                                       | ○                                                                                       | -                                                                                       | -                                                                                       | -                                                                                       | 히로시마                                                                                |
| 2014년 상세 | 퍼스트                                                                                  | 3                                                                                       | 한신 고시엔 구장                                                                        | 한신(2위)                                                                               | 1승 1무                                                                                 |                                                                                         | ○                                                                                       | △                                                                                       | -                                                                                       |                                                                                         |                                                                                         |                                                                                         | 히로시마(3위)                                                                           |
| 2014년 상세 | 파이널                                                                                  | 6                                                                                       | 도쿄 돔                                                                                 | 한신(2위)                                                                               | 4승 0패                                                                                 | ★                                                                                       | ○                                                                                       | ○                                                                                       | ○                                                                                       | ○                                                                                       | -                                                                                       | -                                                                                       | 요미우리(1위)                                                                           |
| 2015년 상세 | 퍼스트                                                                                  | 3                                                                                       | 도쿄 돔                                                                                 | 요미우리(2위)                                                                           | 2승 1패                                                                                 |                                                                                         | ○                                                                                       | ●                                                                                       | ○                                                                                       |                                                                                         |                                                                                         |                                                                                         | 한신(3위)                                                                               |
| 2015년 상세 | 파이널                                                                                  | 6                                                                                       | 메이지 진구 야구장                                                                      | 야쿠르트(1위)                                                                           | 4승 1패                                                                                 | ☆                                                                                       | ●                                                                                       | ○                                                                                       | ○                                                                                       | ○                                                                                       | -                                                                                       | -                                                                                       | 요미우리                                                                                |
| 2016년 상세 | 퍼스트                                                                                  | 3                                                                                       | 도쿄 돔                                                                                 | DeNA(3위)                                                                               | 2승 1패                                                                                 |                                                                                         | ○                                                                                       | ●                                                                                       | ○                                                                                       |                                                                                         |                                                                                         |                                                                                         | 요미우리(2위)                                                                           |
| 2016년 상세 | 파이널                                                                                  | 6                                                                                       | MAZDA Zoom-Zoom 스타디움 히로시마                                                       | 히로시마(1위)                                                                           | 4승 1패                                                                                 | ☆                                                                                       | ○                                                                                       | ○                                                                                       | ●                                                                                       | ○                                                                                       | -                                                                                       | -                                                                                       | DeNA                                                                                    |
| 2017년 상세 | 퍼스트                                                                                  | 3                                                                                       | 한신 고시엔 구장                                                                        | DeNA(3위)                                                                               | 2승 1패                                                                                 |                                                                                         | ●                                                                                       | ○                                                                                       | ○                                                                                       |                                                                                         |                                                                                         |                                                                                         | 한신(2위)                                                                               |
| 2017년 상세 | 파이널                                                                                  | 6                                                                                       | MAZDA Zoom-Zoom 스타디움 히로시마                                                       | DeNA(3위)                                                                               | 4승 2패                                                                                 | ★                                                                                       | ●                                                                                       | ○                                                                                       | ○                                                                                       | ○                                                                                       | ○                                                                                       | -                                                                                       | 히로시마(1위)                                                                           |
| 2018년 상세 | 퍼스트                                                                                  | 3                                                                                       | 메이지 진구 야구장                                                                      | 요미우리(3위)                                                                           | 2승 0패                                                                                 |                                                                                         | ○                                                                                       | ○                                                                                       | -                                                                                       |                                                                                         |                                                                                         |                                                                                         | 야쿠르트(2위)                                                                           |
| 2018년 상세 | 파이널                                                                                  | 6                                                                                       | MAZDA Zoom-Zoom 스타디움 히로시마                                                       | 히로시마(1위)                                                                           | 4승 0패                                                                                 | ☆                                                                                       | ○                                                                                       | ○                                                                                       | ○                                                                                       | -                                                                                       | -                                                                                       | -                                                                                       | 요미우리                                                                                |
| 2019년 상세 | 퍼스트                                                                                  | 3                                                                                       | 요코하마 스타디움                                                                       | 한신(3위)                                                                               | 2승 1패                                                                                 |                                                                                         | ○                                                                                       | ●                                                                                       | ○                                                                                       |                                                                                         |                                                                                         |                                                                                         | DeNA(2위)                                                                               |
| 2019년 상세 | 파이널                                                                                  | 6                                                                                       | 도쿄 돔                                                                                 | 요미우리(1위)                                                                           | 4승 1패                                                                                 | ☆                                                                                       | ○                                                                                       | ○                                                                                       | ●                                                                                       | ○                                                                                       | -                                                                                       | -                                                                                       | 한신                                                                                    |
| 2020년 상세 | 코로나19의 영향으로 개최 취소(정규 시즌 우승 팀인 요미우리가 그대로 일본 시리즈에 진출) | 코로나19의 영향으로 개최 취소(정규 시즌 우승 팀인 요미우리가 그대로 일본 시리즈에 진출) | 코로나19의 영향으로 개최 취소(정규 시즌 우승 팀인 요미우리가 그대로 일본 시리즈에 진출) | 코로나19의 영향으로 개최 취소(정규 시즌 우승 팀인 요미우리가 그대로 일본 시리즈에 진출) | 코로나19의 영향으로 개최 취소(정규 시즌 우승 팀인 요미우리가 그대로 일본 시리즈에 진출) | 코로나19의 영향으로 개최 취소(정규 시즌 우승 팀인 요미우리가 그대로 일본 시리즈에 진출) | 코로나19의 영향으로 개최 취소(정규 시즌 우승 팀인 요미우리가 그대로 일본 시리즈에 진출) | 코로나19의 영향으로 개최 취소(정규 시즌 우승 팀인 요미우리가 그대로 일본 시리즈에 진출) | 코로나19의 영향으로 개최 취소(정규 시즌 우승 팀인 요미우리가 그대로 일본 시리즈에 진출) | 코로나19의 영향으로 개최 취소(정규 시즌 우승 팀인 요미우리가 그대로 일본 시리즈에 진출) | 코로나19의 영향으로 개최 취소(정규 시즌 우승 팀인 요미우리가 그대로 일본 시리즈에 진출) | 코로나19의 영향으로 개최 취소(정규 시즌 우승 팀인 요미우리가 그대로 일본 시리즈에 진출) | 코로나19의 영향으로 개최 취소(정규 시즌 우승 팀인 요미우리가 그대로 일본 시리즈에 진출) |
| 2021년 상세 | 퍼스트                                                                                  | 3                                                                                       | 한신 고시엔 구장                                                                        | 요미우리(3위)                                                                           | 2승 0패                                                                                 |                                                                                         | ○                                                                                       | ○                                                                                       | -                                                                                       |                                                                                         |                                                                                         |                                                                                         | 한신(2위)                                                                               |
| 2021년 상세 | 파이널                                                                                  | 6                                                                                       | 메이지 진구 야구장                                                                      | 야쿠르트(1위)                                                                           | 3승 1무 0패                                                                             | ☆                                                                                       | ○                                                                                       | ○                                                                                       | △                                                                                       | -                                                                                       | -                                                                                       | -                                                                                       | 요미우리                                                                                |
| 2022년 상세 | 퍼스트                                                                                  | 3                                                                                       | 요코하마 스타디움                                                                       | 한신(3위)                                                                               | 2승 1패                                                                                 |                                                                                         | ○                                                                                       | ●                                                                                       | ○                                                                                       |                                                                                         |                                                                                         |                                                                                         | DeNA(2위)                                                                               |
| 2022년 상세 | 파이널                                                                                  | 6                                                                                       | 메이지 진구 야구장                                                                      | 야쿠르트(1위)                                                                           | 4승 0패                                                                                 | ☆                                                                                       | ○                                                                                       | ○                                                                                       | ○                                                                                       | -                                                                                       | -                                                                                       | -                                                                                       | 한신                                                                                    |
| 2023년 상세 | 퍼스트                                                                                  | 3                                                                                       | MAZDA Zoom-Zoom 스타디움 히로시마                                                       | 히로시마(2위)                                                                           | 2승 0패                                                                                 |                                                                                         | ○                                                                                       | ○                                                                                       | -                                                                                       |                                                                                         |                                                                                         |                                                                                         | DeNA(3위)                                                                               |
| 2023년 상세 | 파이널                                                                                  | 6                                                                                       | 한신 고시엔 구장                                                                        | 한신(1위)                                                                               | 4승 0패                                                                                 | ☆                                                                                       | ○                                                                                       | ○                                                                                       | ○                                                                                       | -                                                                                       | -                                                                                       | -                                                                                       | 히로시마                                                                                |
| 2024년 상세 | 퍼스트                                                                                  | 3                                                                                       | 한신 고시엔 구장                                                                        | DeNA(3위)                                                                               | 2승 0패                                                                                 |                                                                                         | ○                                                                                       | ○                                                                                       | -                                                                                       |                                                                                         |                                                                                         |                                                                                         | 한신(2위)                                                                               |
| 2024년 상세 | 파이널                                                                                  | 6                                                                                       | 도쿄 돔                                                                                 | DeNA(3위)                                                                               | 4승 3패                                                                                 | ★                                                                                       | ○                                                                                       | ○                                                                                       | ○                                                                                       | ●                                                                                       | ●                                                                                       | ○                                                                                       | 요미우리(1위)                                                                           |

#### 클라이맥스 시리즈 - 퍼시픽 리그
| 개최 년도   | 스테이지 | 스테이지 | 개최 구장                                       | 승리팀          | 성적        | 승패표 | 승패표 | 승패표 | 승패표 | 승패표 | 승패표 | 승패표 | 패전팀          |
| 개최 년도   | 명칭     | 경기제   | 개최 구장                                       | 승리팀          | 성적        | A      | 1      | 2      | 3      | 4      | 5      | 6      | 패전팀          |
| ----------- | -------- | -------- | ----------------------------------------------- | --------------- | ----------- | ------ | ------ | ------ | ------ | ------ | ------ | ------ | --------------- |
| 2007년 상세 | 제1      | 3        | 지바 마린 스타디움                              | 지바 롯데(2위)  | 2승 1패     |        | ○      | ●      | ○      |        |        |        | 소프트뱅크(3위) |
| 2007년 상세 | 제2      | 5        | 삿포로 돔                                       | 닛폰햄(1위)     | 3승 2패     |        | ○      | ●      | ○      | ●      | ○      |        | 지바 롯데       |
| 2008년 상세 | 제1      | 3        | 교세라 돔 오사카                                | 닛폰햄(3위)     | 2승 0패     |        | ○      | ○      | -      |        |        |        | 오릭스(2위)     |
| 2008년 상세 | 제2      | 6        | 오미야 공원 야구장(1차전) 세이부 돔(2차전 이후) | 세이부(1위)     | 4승 2패     | ☆      | ○      | ●      | ●      | ○      | ○      | -      | 닛폰햄          |
| 2009년 상세 | 제1      | 3        | 클리넥스 스타디움 미야기                        | 라쿠텐(2위)     | 2승 0패     |        | ○      | ○      | -      |        |        |        | 소프트뱅크(3위) |
| 2009년 상세 | 제2      | 6        | 삿포로 돔                                       | 닛폰햄(1위)     | 4승 1패     | ☆      | ○      | ○      | ●      | ○      | -      | -      | 라쿠텐          |
| 2010년 상세 | 퍼스트   | 3        | 세이부 돔                                       | 지바 롯데(3위)  | 2승 0패     |        | ○      | ○      | -      |        |        |        | 세이부(2위)     |
| 2010년 상세 | 파이널   | 6        | 후쿠오카 Yahoo! JAPAN 돔                        | 지바 롯데(3위)  | 4승 3패     | ★      | ○      | ●      | ●      | ○      | ○      | ○      | 소프트뱅크(1위) |
| 2011년 상세 | 퍼스트   | 3        | 삿포로 돔                                       | 세이부(3위)     | 2승 0패     |        | ○      | ○      | -      |        |        |        | 닛폰햄(2위)     |
| 2011년 상세 | 파이널   | 6        | 후쿠오카 Yahoo! JAPAN 돔                        | 소프트뱅크(1위) | 4승 0패     | ☆      | ○      | ○      | ○      | -      | -      | -      | 세이부          |
| 2012년 상세 | 퍼스트   | 3        | 세이부 돔                                       | 소프트뱅크(3위) | 2승 1패     |        | ○      | ●      | ○      |        |        |        | 세이부(2위)     |
| 2012년 상세 | 파이널   | 6        | 삿포로 돔                                       | 닛폰햄(1위)     | 4승 0패     | ☆      | ○      | ○      | ○      | -      | -      | -      | 소프트뱅크      |
| 2013년 상세 | 퍼스트   | 3        | 세이부 돔                                       | 지바 롯데(3위)  | 2승 1패     |        | ○      | ●      | ○      |        |        |        | 세이부(2위)     |
| 2013년 상세 | 파이널   | 6        | 일본제지 클리넥스 스타디움 미야기               | 라쿠텐(1위)     | 4승 1패     | ☆      | ○      | ●      | ○      | ○      | -      | -      | 지바 롯데       |
| 2014년 상세 | 퍼스트   | 3        | 교세라 돔 오사카                                | 닛폰햄(3위)     | 2승 1패     |        | ○      | ●      | ○      |        |        |        | 오릭스(2위)     |
| 2014년 상세 | 파이널   | 6        | 후쿠오카 야후오쿠! 돔                           | 소프트뱅크(1위) | 4승 3패     | ☆      | ○      | ●      | ●      | ○      | ●      | ○      | 닛폰햄          |
| 2015년 상세 | 퍼스트   | 3        | 삿포로 돔                                       | 지바 롯데(3위)  | 2승 1패     |        | ○      | ●      | ○      |        |        |        | 닛폰햄(2위)     |
| 2015년 상세 | 파이널   | 6        | 후쿠오카 야후오쿠! 돔                           | 소프트뱅크(1위) | 4승 0패     | ☆      | ○      | ○      | ○      | -      | -      | -      | 지바 롯데       |
| 2016년 상세 | 퍼스트   | 3        | 후쿠오카 야후오쿠! 돔                           | 소프트뱅크(2위) | 2승 0패     |        | ○      | ○      | -      |        |        |        | 지바 롯데(3위)  |
| 2016년 상세 | 파이널   | 6        | 삿포로 돔                                       | 닛폰햄(1위)     | 4승 2패     | ☆      | ○      | ●      | ○      | ●      | ○      | -      | 소프트뱅크      |
| 2017년 상세 | 퍼스트   | 3        | 메트라이프 돔                                   | 라쿠텐(3위)     | 2승 1패     |        | ●      | ○      | ○      |        |        |        | 세이부(2위)     |
| 2017년 상세 | 파이널   | 6        | 후쿠오카 야후오쿠! 돔                           | 소프트뱅크(1위) | 4승 2패     | ☆      | ●      | ●      | ○      | ○      | ○      | -      | 라쿠텐          |
| 2018년 상세 | 퍼스트   | 3        | 후쿠오카 야후오쿠! 돔                           | 소프트뱅크(2위) | 2승 1패     |        | ○      | ●      | ○      |        |        |        | 닛폰햄(3위)     |
| 2018년 상세 | 파이널   | 6        | 메트라이프 돔                                   | 소프트뱅크(2위) | 4승 2패     | ★      | ○      | ●      | ○      | ○      | ○      | -      | 세이부(1위)     |
| 2019년 상세 | 퍼스트   | 3        | 후쿠오카 야후오쿠! 돔                           | 소프트뱅크(2위) | 2승 1패     |        | ●      | ○      | ○      |        |        |        | 라쿠텐(3위)     |
| 2019년 상세 | 파이널   | 6        | 메트라이프 돔                                   | 소프트뱅크(2위) | 4승 1패     | ★      | ○      | ○      | ○      | ○      | -      | -      | 세이부(1위)     |
| 2020년 상세 | (없음)   | 4        | 후쿠오카 PayPay 돔                              | 소프트뱅크(1위) | 3승 0패     | ☆      | ○      | ○      | -      | -      |        |        | 지바 롯데(2위)  |
| 2021년 상세 | 퍼스트   | 3        | ZOZO 마린 스타디움                              | 지바 롯데(2위)  | 1승 1무 0패 |        | ○      | △      | -      |        |        |        | 라쿠텐(3위)     |
| 2021년 상세 | 파이널   | 6        | 교세라 돔 오사카                                | 오릭스(1위)     | 3승 1무 0패 | ☆      | ○      | ○      | △      | -      | -      | -      | 지바 롯데       |
| 2022년 상세 | 퍼스트   | 3        | 후쿠오카 PayPay 돔                              | 소프트뱅크(2위) | 2승 0패     |        | ○      | ○      | -      |        |        |        | 세이부(3위)     |
| 2022년 상세 | 파이널   | 6        | 교세라 돔 오사카                                | 오릭스(1위)     | 4승 1패     | ☆      | ○      | ○      | ●      | ○      | -      | -      | 소프트뱅크      |
| 2023년 상세 | 퍼스트   | 3        | ZOZO 마린 스타디움                              | 지바 롯데(2위)  | 2승 1패     |        | ○      | ●      | ○      |        |        |        | 소프트뱅크(3위) |
| 2023년 상세 | 파이널   | 6        | 교세라 돔 오사카                                | 오릭스(1위)     | 4승 1패     | ☆      | ○      | ●      | ○      | ○      | -      | -      | 지바 롯데       |
| 2024년 상세 | 퍼스트   | 3        | 에스콘 필드 HOKKAIDO                            | 닛폰햄(2위)     | 2승 1패     |        | ●      | ○      | ○      |        |        |        | 지바 롯데(3위)  |
| 2024년 상세 | 파이널   | 6        | 미즈호 PayPay 돔 후쿠오카                       | 소프트뱅크(1위) | 4승 0패     | ☆      | ○      | ○      | ○      | -      | -      | -      | 닛폰햄          |

### 정규 시즌 순위별 클라이맥스 시리즈 우승 횟수
- 팀명에서 굵은 글씨는 그 해의 일본 시리즈 우승 팀

| 센트럴 리그 | 센트럴 리그 | 센트럴 리그 | 센트럴 리그 |
| 순위        | 우승 횟수   | 연도        | 팀명        |
| ----------- | ----------- | ----------- | ----------- |
| 1위         | 13          | 2008년      | 요미우리    |
| 1위         | 13          | 2009년      | 요미우리    |
| 1위         | 13          | 2010년      | 주니치      |
| 1위         | 13          | 2011년      | 주니치      |
| 1위         | 13          | 2012년      | 요미우리    |
| 1위         | 13          | 2013년      | 요미우리    |
| 1위         | 13          | 2015년      | 야쿠르트    |
| 1위         | 13          | 2016년      | 히로시마    |
| 1위         | 13          | 2018년      | 히로시마    |
| 1위         | 13          | 2019년      | 요미우리    |
| 1위         | 13          | 2021년      | 야쿠르트    |
| 1위         | 13          | 2022년      | 야쿠르트    |
| 1위         | 13          | 2023년      | 한신        |
| 2위         | 2           | 2007년      | 주니치      |
| 2위         | 2           | 2014년      | 한신        |
| 3위         | 2           | 2017년      | DeNA        |
| 3위         | 2           | 2024년      | DeNA        |

| 퍼시픽 리그 | 퍼시픽 리그 | 퍼시픽 리그 | 퍼시픽 리그 |
| 순위        | 우승 횟수   | 연도        | 팀명        |
| ----------- | ----------- | ----------- | ----------- |
| 1위         | 15          | 2007년      | 닛폰햄      |
| 1위         | 15          | 2008년      | 세이부      |
| 1위         | 15          | 2009년      | 닛폰햄      |
| 1위         | 15          | 2011년      | 소프트뱅크  |
| 1위         | 15          | 2012년      | 닛폰햄      |
| 1위         | 15          | 2013년      | 라쿠텐      |
| 1위         | 15          | 2014년      | 소프트뱅크  |
| 1위         | 15          | 2015년      | 소프트뱅크  |
| 1위         | 15          | 2016년      | 닛폰햄      |
| 1위         | 15          | 2017년      | 소프트뱅크  |
| 1위         | 15          | 2020년      | 소프트뱅크  |
| 1위         | 15          | 2021년      | 오릭스      |
| 1위         | 15          | 2022년      | 오릭스      |
| 1위         | 15          | 2023년      | 오릭스      |
| 1위         | 15          | 2024년      | 소프트뱅크  |
| 2위         | 2           | 2018년      | 소프트뱅크  |
| 2위         | 2           | 2019년      | 소프트뱅크  |
| 3위         | 1           | 2010년      | 지바 롯데   |

### 팀별 성적
※2024년도까지 각 팀의 경기수·승패·승률에 파이널(제2) 스테이지에서의 어드밴티지는 포함되지 않았고 출장 횟수에 기록된 순위는 정규 시즌 순위이다.
- ‘퍼스트’는 ‘퍼스트 스테이지’(2009년까지는 ‘제1 스테이지’), ‘파이널’은 ‘파이널 스테이지’(2009년까지는 ‘제2 스테이지’).
- 퍼스트 스테이지의 ‘돌파 / 출장’은 분모가 스테이지 출장 횟수, 분자는 스테이지 돌파 횟수. 파이널 스테이지의 ‘우승 / 출장’은 분모가 스테이지 출장 횟수, 분자는 스테이지 우승 횟수.
- CS는 클라이맥스 시리즈의 약칭.

| 센트럴 리그 | 센트럴 리그 | 센트럴 리그 | 센트럴 리그 | 센트럴 리그 | 센트럴 리그 | 센트럴 리그 | 센트럴 리그 | 센트럴 리그 | 센트럴 리그 | 센트럴 리그 | 센트럴 리그 |
| 구단        | 출장 횟수   | 출장 횟수   | 출장 횟수   | 출장 횟수   | 퍼스트      | 파이널      | 승          | 패          | 무          | 승률        |             |
| 구단        | 1위         | 2위         | 3위         | 합계        | 돌파        | 우승        | 승          | 패          | 무          | 승률        |             |
| ----------- | ----------- | ----------- | ----------- | ----------- | ----------- | ----------- | ----------- | ----------- | ----------- | ----------- | ----------- |
| 요미우리    | 8/17        | 2/17        | 4/17        | 14/17       | 4/6         | 5/12        | 28/63       | 33/63       | 2/63        | .459        |             |
| 주니치      | 2/17        | 3/17        | 1/17        | 6/17        | 4/4         | 3/6         | 22/37       | 14/37       | 1/37        | .611        |             |
| 야쿠르트    | 3/17        | 2/17        | 2/17        | 7/17        | 1/4         | 3/4         | 14/26       | 11/26       | 1/26        | .560        |             |
| 한신        | 1/17        | 7/17        | 4/17        | 12/17       | 3/11        | 2/4         | 16/41       | 24/41       | 1/41        | .400        |             |
| DeNA        | 0/17        | 2/17        | 4/17        | 6/17        | 3/6         | 2/3         | 17/31       | 14/31       | 0/31        | .548        |             |
| 히로시마    | 3/17        | 1/17        | 2/17        | 6/17        | 2/3         | 2/5         | 11/24       | 12/24       | 1/24        | .478        |             |

| 퍼시픽 리그 | 퍼시픽 리그 | 퍼시픽 리그 | 퍼시픽 리그 | 퍼시픽 리그 | 퍼시픽 리그 | 퍼시픽 리그 | 퍼시픽 리그 | 퍼시픽 리그 | 퍼시픽 리그 | 퍼시픽 리그 | 퍼시픽 리그 |
| 구단        | 출장 횟수   | 출장 횟수   | 출장 횟수   | 출장 횟수   | 퍼스트      | 파이널      | 승          | 패          | 무          | 승률        |             |
| 구단        | 1위         | 2위         | 3위         | 합계        | 돌파        | 우승        | 승          | 패          | 무          | 승률        |             |
| ----------- | ----------- | ----------- | ----------- | ----------- | ----------- | ----------- | ----------- | ----------- | ----------- | ----------- | ----------- |
| 소프트뱅크  | 7/18        | 4/18        | 4/18        | 15/18       | 5/8         | 8/12        | 42/70       | 28/70       | 0/70        | .600        |             |
| 닛폰햄      | 4/18        | 3/18        | 3/18        | 10/18       | 3/6         | 4/7         | 25/47       | 22/47       | 0/47        | .532        |             |
| 오릭스      | 3/18        | 2/18        | 0/18        | 5/18        | 0/2         | 3/3         | 9/16        | 6/16        | 1/16        | .600        |             |
| 지바 롯데   | 0/18        | 4/18        | 5/18        | 9/18        | 6/8         | 1/7         | 20/48       | 26/48       | 2/48        | .435        |             |
| 라쿠텐      | 1/18        | 1/18        | 3/18        | 5/18        | 2/4         | 1/3         | 11/23       | 11/23       | 1/23        | .500        |             |
| 세이부      | 3/18        | 4/18        | 2/18        | 9/18        | 1/6         | 1/4         | 9/32        | 23/32       | 0/32        | .281        |             |

## 타이틀 스폰서
퍼시픽 리그에서는 매년 전 구단 연명으로 타이틀 스폰서를 모집하고 있다. 센트럴 리그에서는 오랫동안 스테이지마다 주최 구단이 타이틀 스폰서를 모집하고 있어서 대부분은 구단의 공식 스폰서가 되는 기업·단체가 협찬사로 되는 경우가 많다. 2007-09년도는 협찬 기업이 있었지만 타이틀 스폰서가 붙지 않았다. 또한 2010년부터 2012년의 주니치 주관 경기에서는 협찬사(타이틀 스폰서)가 없었다. 2021년부터 센트럴 리그 공식전의 메인 스폰서인 JERA가 협찬을 맡아 양대 리그에서 각각 통일된 스폰서가 붙게 됐다.
| 범례 - 굵은 글씨: ‘타이틀 스폰서’의 기업·단체 - 1: 퍼스트 스테이지 - F: 파이널 스테이지 ※센트럴 리그의 경우 협찬한 기업 항목의 왼쪽에 각 스테이지와 주관 구단을 표기 |

| 연도   | 퍼시픽 리그                                   | 퍼시픽 리그                                                                                | 센트럴 리그                                                        | 센트럴 리그                                                        | 센트럴 리그 |
| 연도   | 협찬 기업                                     | 타이틀                                                                                     | 협찬 기업                                                          | 협찬 기업                                                          | 타이틀 |
| ------ | --------------------------------------------- | ------------------------------------------------------------------------------------------ | ------------------------------------------------------------------ | ------------------------------------------------------------------ | --- |
| 2007년 | 요도바시 카메라 다이이치 생명 스카이 퍼펙 TV! | 2007 요도바시 카메라 클라이맥스 퍼시픽 (2007 ヨドバシカメラ クライマックス パ)             | NTT 도코모(특별 협찬) 이토요카도 다이이치 생명 Joshin 피아         | NTT 도코모(특별 협찬) 이토요카도 다이이치 생명 Joshin 피아         | (없음) |
| 2008년 | J SPORTS 세이부 철도 프린스 호텔              | 2008 J SPORTS 클라이맥스 퍼시픽 (2008 J SPORTS クライマックス パ)                          | KDDI 이토요카도 굳이어 재팬                                        | KDDI 이토요카도 굳이어 재팬                                        | (없음) |
| 2009년 | 클릭 증권                                     | 2009 클릭 증권 클라이맥스 퍼시픽 (2009 クリック証券 クライマックス パ)                     | 세븐&아이 홀딩스                                                   | 세븐&아이 홀딩스                                                   | (없음) |
| 2010년 | 매뉴라이프 생명보험                           | 2010 매뉴라이프 생명 클라이맥스 퍼시픽 (2010 マニュライフ生命 クライマックス パ)           | 1 (한신)                                                           | 댄디 하우스                                                        | 댄디 하우스 클라이맥스 센트럴 퍼스트 스테이지 (ダンディハウス クライマックス セ・ファーストステージ)                        |
| 2010년 | 매뉴라이프 생명보험                           | 2010 매뉴라이프 생명 클라이맥스 퍼시픽 (2010 マニュライフ生命 クライマックス パ)           | F (주니치)                                                         | (없음)                                                             | (없음) |
| 2011년 | 매뉴라이프 생명보험                           | 2011 매뉴라이프 생명 클라이맥스 퍼시픽 (2011 マニュライフ生命 クライマックス パ)           | 1 (야쿠르트)                                                       | 모바프로(모브캐스트)                                               | 모바프로 Presents 2011 클라이맥스 센트럴 퍼스트 스테이지 (モバプロプレゼンツ クライマックスシリーズ ファーストステージ・セ) |
| 2011년 | 매뉴라이프 생명보험                           | 2011 매뉴라이프 생명 클라이맥스 퍼시픽 (2011 マニュライフ生命 クライマックス パ)           | F (주니치)                                                         | (없음)                                                             | (없음) |
| 2012년 | 매뉴라이프 생명보험                           | 2012 매뉴라이프 생명 클라이맥스 퍼시픽 (2012 マニュライフ生命 クライマックス パ)           | 1 (주니치)                                                         | (없음)                                                             | (없음) |
| 2012년 | 매뉴라이프 생명보험                           | 2012 매뉴라이프 생명 클라이맥스 퍼시픽 (2012 マニュライフ生命 クライマックス パ)           | F (요미우리)                                                       | 이토햄 모브캐스트                                                  | 2012 이토햄 클라이맥스 시리즈 센트럴 파이널 스테이지 (2012 伊藤ハム クライマックスシリーズ・セ ファイナルステージ)          |
| 2013년 | 모브캐스트                                    | 2013 Mobcast 클라이맥스 시리즈 퍼시픽 (2013 Mobcast クライマックスシリーズ・パ)            | 1 (한신)                                                           | 세븐일레븐                                                         | 2013 세븐일레븐 클라이맥스 시리즈 센트럴 퍼스트 스테이지 (2013 セブン-イレブンクライマックスシリーズ セ ファーストステージ) |
| 2013년 | 모브캐스트                                    | 2013 Mobcast 클라이맥스 시리즈 퍼시픽 (2013 Mobcast クライマックスシリーズ・パ)            | F (요미우리)                                                       | 앳홈                                                               | 2013 앳홈 클라이맥스 시리즈 센트럴 파이널 스테이지 (2013 アットホーム クライマックスシリーズ セ ファイナルステージ)         |
| 2014년 | 로손                                          | 2014 LAWSON 클라이맥스 시리즈 퍼시픽 (2014 LAWSON クライマックスシリーズ・パ)              | 1 (한신)                                                           | 로손                                                               | 2014 LAWSON 클라이맥스 시리즈 센트럴 퍼스트 스테이지 (2014 LAWSON クライマックスシリーズ・セ ファーストステージ)            |
| 2014년 | 로손                                          | 2014 LAWSON 클라이맥스 시리즈 퍼시픽 (2014 LAWSON クライマックスシリーズ・パ)              | F (요미우리)                                                       | 앳홈                                                               | 2014 앳홈 클라이맥스 시리즈 센트럴 파이널 스테이지 (2014 アットホーム クライマックスシリーズ セ ファイナルステージ)         |
| 2015년 | SMBC 닛코 증권                                | 2015 SMBC 닛코 증권 클라이맥스 시리즈 퍼시픽 (2015 SMBC日興証券クライマックスシリーズ・パ) | 1 (요미우리)                                                       | 앳홈                                                               | 2015 앳홈 클라이맥스 시리즈 센트럴 퍼스트 스테이지 (2015 アットホーム クライマックスシリーズ・セ ファーストステージ)        |
| 2015년 | SMBC 닛코 증권                                | 2015 SMBC 닛코 증권 클라이맥스 시리즈 퍼시픽 (2015 SMBC日興証券クライマックスシリーズ・パ) | F (야쿠르트)                                                       | 마이나비                                                           | 2015 마이나비 클라이맥스 시리즈 센트럴 파이널 스테이지 (2015 マイナビ クライマックスシリーズ・セ ファイナルステージ)        |
| 2016년 | 닛폰 통운                                     | 2016 닛폰 통운 클라이맥스 시리즈 퍼시픽 (2016 日本通運クライマックスシリーズ・パ)          | 1 (요미우리)                                                       | 앳홈                                                               | 2016 앳홈 클라이맥스 시리즈 센트럴 퍼스트 스테이지 (2016 アットホーム クライマックスシリーズ・セ ファーストステージ)        |
| 2016년 | 닛폰 통운                                     | 2016 닛폰 통운 클라이맥스 시리즈 퍼시픽 (2016 日本通運クライマックスシリーズ・パ)          | F (히로시마)                                                       | 마쓰다                                                             | 2016 마쓰다 클라이맥스 시리즈 센트럴 파이널 스테이지 (2016 マツダ クライマックスシリーズ・セ ファイナルステージ)            |
| 2017년 | 로손 HMV 엔터테인먼트                         | 2017 로손 티켓 클라이맥스 시리즈 퍼시픽 (2017 ローソンチケットクライマックスシリーズ・パ)  | 1 (한신)                                                           | 군제                                                               | 2017 GUNZE 클라이맥스 시리즈 센트럴 퍼스트 스테이지 (2017 GUNZE クライマックスシリーズ・セ ファーストステージ)              |
| 2017년 | 로손 HMV 엔터테인먼트                         | 2017 로손 티켓 클라이맥스 시리즈 퍼시픽 (2017 ローソンチケットクライマックスシリーズ・パ)  | F (히로시마)                                                       | 마쓰다                                                             | 2017 마쓰다 클라이맥스 시리즈 센트럴 파이널 스테이지 (2017 マツダ クライマックスシリーズ・セ ファイナルステージ)            |
| 2018년 | 퍼솔 홀딩스                                   | 2018 퍼솔 클라이맥스 시리즈 퍼시픽 (2018 パーソルクライマックスシリーズ・パ)               | 1 (야쿠르트)                                                       | 마이나비                                                           | 2018 마이나비 클라이맥스 시리즈 센트럴 퍼스트 스테이지 (2018 マイナビ クライマックスシリーズ・セ ファーストステージ)        |
| 2018년 | 퍼솔 홀딩스                                   | 2018 퍼솔 클라이맥스 시리즈 퍼시픽 (2018 パーソルクライマックスシリーズ・パ)               | F (히로시마)                                                       | 마쓰다                                                             | 2018 마쓰다 클라이맥스 시리즈 센트럴 파이널 스테이지 (2018 マツダ クライマックスシリーズ・セ ファイナルステージ)            |
| 2019년 | 퍼솔 홀딩스                                   | 2019 퍼솔 클라이맥스 시리즈 퍼시픽 (2019 パーソルクライマックスシリーズ・パ)               | 1 (DeNA)                                                           | 노지마                                                             | 2019 노지마 클라이맥스 시리즈 센트럴 퍼스트 스테이지 (2019 ノジマ クライマックスシリーズ・セ ファーストステージ)            |
| 2019년 | 퍼솔 홀딩스                                   | 2019 퍼솔 클라이맥스 시리즈 퍼시픽 (2019 パーソルクライマックスシリーズ・パ)               | F (요미우리)                                                       | 세논                                                               | 2019 세논 클라이맥스 시리즈 센트럴 파이널 스테이지 (2019 セノン クライマックスシリーズ・セ ファイナルステージ)              |
| 2020년 | 퍼솔 홀딩스                                   | 2020 퍼솔 클라이맥스 시리즈 퍼시픽 (2020 パーソルクライマックスシリーズ・パ)               | JERA가 메인 스폰서를 맡을 예정이었으나 코로나19 영향으로 개최 취소 | JERA가 메인 스폰서를 맡을 예정이었으나 코로나19 영향으로 개최 취소 | JERA가 메인 스폰서를 맡을 예정이었으나 코로나19 영향으로 개최 취소                                                          |
| 2021년 | 퍼솔 홀딩스                                   | 2021 퍼솔 클라이맥스 시리즈 퍼시픽 (2021 パーソルクライマックスシリーズ・パ)               | JERA                                                               | JERA                                                               | 2021 JERA 클라이맥스 시리즈 센트럴 (2021 JERA クライマックスシリーズ・セ)                                                   |
| 2022년 | 퍼솔 홀딩스                                   | 2022 퍼솔 클라이맥스 시리즈 퍼시픽 (2022 パーソルクライマックスシリーズ・パ)               | JERA                                                               | JERA                                                               | 2022 JERA 클라이맥스 시리즈 센트럴 (2022 JERA クライマックスシリーズ・セ)                                                   |
| 2023년 | 퍼솔 홀딩스                                   | 2023 퍼솔 클라이맥스 시리즈 퍼시픽 (2023 パーソルクライマックスシリーズ・パ)               | JERA                                                               | JERA                                                               | 2023 JERA 클라이맥스 시리즈 센트럴 (2023 JERA クライマックスシリーズ・セ)                                                   |
| 2024년 | 퍼솔 홀딩스                                   | 2024 퍼솔 클라이맥스 시리즈 퍼시픽 (2024 パーソル クライマックスシリーズ パ)               | JERA                                                               | JERA                                                               | 2024 JERA 클라이맥스 시리즈 센트럴 (2024 JERA クライマックスシリーズ セ)                                                    |

### 주해
1. ↑  또한 이 시절의 플레이오프는 일본 시리즈 출전권은 물론이고 리그 우승까지 걸린 경기이며, 제1 스테이지 승리 구단이 일본 시리즈에 진출했을 경우에는 제1 스테이지 승리 구단을 리그 우승 구단으로 취급했다.
2. ↑  실제 사례로서 2008년 센트럴 리그 제2 스테이지 경기인 요미우리 대 주니치전을 들 수 있는데 3차전에서 무승부가 발생했고 4차전에서 요미우리가 3승째(어드밴티지 1승을 포함)를 올렸다. 나머지 두 경기에서 주니치가 연승해도 3승 1무 3패의 타이 기록 밖에 되지 않으므로 요미우리의 스테이지 돌파가 정해졌다.
3. ↑  ‘연맹관리절’, 또는 ‘연맹특별관리경기’라고 부른다. 그 이전에는 홈 경기측이 취소를 결정할 수 있었다. 시즌 중의 연맹관리절에 이행하는 일정은 일본 야구 기구가 공식 홈페이지에 있는 ‘NPB 뉴스’에서 매년 발표하고 있다. 경기 거행에 관한 결정권은 각 리그의 총괄부가 갖는다.
4. ↑  이 스테이지는 2004 ~ 2006년 퍼시픽 리그의 플레이오프, 2007년 이후 양대 리그의 클라이맥스 시리즈를 통해서 처음으로 야외 구장에서 개최되는 파이널(제2) 스테이지가 이뤄졌다. 경기가 취소된 것 또한 2004년 이후 플레이오프와 양대 리그의 클라이맥스 시리즈를 통틀어 첫 사례였다.
5. ↑  2018년까지는 28명 이내, 2020년과 2021년은 31명 이내.
6. ↑  2020년과 2021년은 26명 이내.
7. ↑  생각할 수 있는 패턴으로 퍼스트 스테이지 2·3차전, 파이널 스테이지 3 ~ 6차전이다.
8. ↑  2020년은 10회, 2021년은 9회
9. ↑  또한 2011년 클라이맥스 시리즈는 센트럴·퍼시픽 양대 리그 모두 무승부 경기는 없었고 연장전은 퍼시픽 리그 클라이맥스 시리즈의 퍼스트 스테이지 1차전(연장 11회)과 파이널 스테이지 3차전(연장 12회)의 총 2경기가 있었다.
10. ↑  2007년부터 2014년까지는 120경기이다.
11. ↑  현 시점에서 정규 시즌 ‘패전 수가 많은 팀’이 클라이맥스 시리즈를 돌파해 일본 시리즈에 진출한 사례는 없다(단, 현재는 교류전이 존재하기 때문에 이론상으론 정규 시즌 1위 팀끼리도 한쪽이 ‘패전 수가 많은 팀’이 될 가능성이 있다).
12. ↑  순위를 결정짓는 2011년·2013년 세이부의 시즌 최종전에서는 평일 야간 경기에서 휴일 낮 경기 수준의 관중을 동원하는 기록을 세웠다.
13. ↑  2008년 센트럴 리그 제1 스테이지는 한신의 홈구장인 한신 고시엔 구장에서 열릴 예정이었지만 구장 내부의 전면 개보수를 위해 당초부터 10월 이후에 사용할 수 없다는 결정이 내려짐에 따라 교세라 돔에서 임시로 개최됐다.
14. ↑  만약 2008년에 오릭스가 우승하고 한신이 2위가 됐을 경우에는 퍼시픽 리그 제2 스테이지와 센트럴 리그 제1 스테이지의 일정이 겹치게 되는데 홈구장인 오릭스에 돔 구장 사용의 우선권이 있기 때문에 센트럴 리그 제1 스테이지를 스카이마크 스타디움에서 개최할 가능성이 있었다. 또, 오릭스와 한신이 모두 우승했을 경우에도 10월 22일과 10월 23일에 퍼시픽 리그와 센트럴 리그 제2 스테이지의 일정이 겹칠 가능성이 있기 때문에 마찬가지로 이틀 간만, 또는 모든 일정에 있어서 센트럴 리그 제2 스테이지를 스카이마크 스타디움에서 개최할 가능성이 있었다. 이것은 개보수공사가 시작된 작년도인 2007년부터 양 구단에서 결정한 것으로, 오릭스 또는 한신이 우승했을 경우에는 한신이 제1 스테이지, 제2 스테이지를 스카이마크 스타디움에서 하도록 미리 정해져 있어 2008년에도 동일하게 취급하기로 돼있었다.
15. ↑  4차전 종료 시점에는 어드밴티지를 포함한 3승(실제로는 2승)이었지만 3차전에서 무승부가 발생했는데 만일 남은 두 경기에서 주니치가 연승하여 타이 기록이 된다고 하더라도 규정에 따라 ‘상위 구단이 이긴 것’으로 취급하기 때문에 5차전 이후는 생략되고 요미우리가 클라이맥스 시리즈 우승을 차지함과 동시에 일본 시리즈 출전권을 따냈다.
16. 1 2  미야기 구장은 2008년부터 명명권을 가지게 된 일본제지가 그해에 발각된 ‘고지 배합률 위장 사건’으로 인해 2008년부터 2010년까지 회사명을 뺀 ‘클리넥스 스타디움 미야기’가 정식 명칭이 됐다. 2011년부터 2013년까지는 당초에 예정됐던 회사명이 들어간 ‘일본제지 클리넥스 스타디움 미야기’가 정식 명칭이지만 상기의 회사명을 넣지 않은 예전 명칭도 계속 사용했다.
17. ↑  리그로서의 타이틀 협찬은 설정되지 않았던(이하 센트럴 리그에 대해서는 동일하게) 것에 한신 타이거스가 주최권을 얻었을 경우에는 댄디 하우스가 협찬이 붙는다는 계약이 이루어져 한신이 리그 2위가 됐던 것에 의해 퍼스트 스테이지의 타이틀 스폰서로서 ‘댄디 하우스 클라이맥스 센트럴 퍼스트 스테이지’라는 이름으로 개최했다.
18. ↑  한신 타이거스가 주최권을 얻었을 경우에는 세븐일레븐이 협찬이 붙는다는 계약이 이루어지면서 한신이 리그 2위가 됐던 것에 의해 퍼스트 스테이지의 타이틀 스폰서가 됐다.

### 출전
1. ↑  ポストシーズンゲーム（PSG）ネーミングは「クライマックスシリーズ」に決定 - 일본 야구 기구 공식 홈페이지, 2006년 11월 14일자 보도 자료
2. ↑  セＣＳ不開催も発表「環境の違い」ドーム本拠少なく - 닛칸 스포츠(2020년 6월 15일), 2020년 6월 15일에 확인
3. ↑  예: “2011年度 「クライマックスシリーズ・セ」 開催概要”. 일본 야구 기구. 2011년 10월 22일에 원본 문서에서 보존된 문서. 2017년 9월 21일에 확인함.
4. 1 2  “セ2週間、パ最短中2日で実施 日本S日程に問題も”. 《닛칸 스포츠》. 2020년 6월 15일. 2021년 11월 11일에 원본 문서에서 보존된 문서.
5. ↑  “2020年度クライマックスシリーズに関するパ・リーグ・アグリーメント（抜粋）”. 일본 야구 기구. 2020년 11월 19일에 원본 문서에서 보존된 문서. 2021년 11월 11일에 확인함.
6. ↑  “１２日ＣＳセ・パともに中止、入場券取り扱いは両リーグで異なり注意を…詳しい内容を解説”. 스포츠 호치. 2019년 10월 11일. 2019년 10월 12일에 확인함.
7. ↑  「モブキャスト クライマックスシリーズ パ」Kスタ宮城開催時の試合開始時間・チケット販売概要のお知らせ - 도호쿠 라쿠텐 골든이글스 공식 홈페이지, 2013년 9월 27일
8. ↑  10月20日（日）千葉ロッテマリーンズ戦（『mobcast クライマックスシリーズ パ』ファイナルステージ) 雨天中止のお知らせ - 도호쿠 라쿠텐 골든이글스 공식 홈페이지, 2013년 10월 20일
9. ↑  2015年度「クライマックスシリーズ・セ」開催概要 - 일본 야구 기구 공식 홈페이지
10. ↑  「2014 ローソン クライマックスシリーズ パ」チケット販売要項決定 보관됨 2015-03-21 - 웨이백 머신 - 오릭스 버펄로스 공식 홈페이지, 2014년 9월 12일
11. ↑  台風影響 阪神 1勝でもOK!?試合なしで勝ち上がりの可能性も - 스포츠 닛폰, 2014년 10월 11일
12. ↑  予備日１日、ダブルヘッダーなし…ＣＳ日程不備が招いた“泥試合” - 스포츠 닛폰, 2017년 10월 16일
13. ↑  セ・リーグCS日程を発表　予備日は変わらず1日のみ - 스포츠 닛폰, 2018년 1월 30일
14. ↑  セ・リーグがCS日程発表 昨季と同じ予備日1日だけ - 산케이 스포츠, 2018년 1월 30일
15. ↑  퍼시픽 리그 약사(2001년 ~ ) - 퍼시픽 리그 공식 홈페이지
16. ↑  “実際に試合開始前に発表された予告先発”. 《X (formerly Twitter)》 (일본어). 2023년 10월 15일에 확인함.
17. ↑  2013年度「クライマックスシリーズ・セ」開催概要 - 일본 야구 기구 공식 홈페이지
18. ↑  2015年度クライマックスシリーズに関するパ・リーグ・アグリーメント（抜粋） - 일본 야구 기구 공식 홈페이지
19. ↑  【試合日程変更】10月12日（土）・13日（日）Kスタ宮城でオリックス戦 - 도호쿠 라쿠텐 골든이글스 공식 홈페이지, 2013년 10월 2일
20. ↑  セ・リーグ、10月9日までの日程消化を最優先 - 아사히 신문, 2014년 9월 25일
21. ↑  【セ・リーグ】10月11日時点の順位でCS出場球団を決定 最終4位以下のチームが日本一の可能性も - 스포츠 호치, 2018년 9월 20일
22. ↑  セ来季日程発表 9月に1週間の“予備日期間” - 산케이 스포츠, 2018년 11월 7일
23. ↑  セ・リーグ日程発表、悪天候による中止に備え対策も - 닛칸 스포츠, 2019년 1월 24일
24. ↑  プロ野球がCSと日本シリーズを1週間繰り下げへ シーズン143試合を完全消化のため - 스포츠 호치, 2021년 7월 6일
25. ↑  히로오카 다쓰로 (2016년 8월 5일). “広岡達朗氏　CSなんてバカらしい制度は即刻やめろ”. 슈칸 포스트.
26. ↑  히로사와 가쓰미 (2013년 10월 13일). “理不尽CS、巨人が負けたら変わるのか”. 니혼케이자이 신문. 2013년 10월 13일에 원본 문서에서 보존된 문서. 2013년 10월 15일에 확인함.
27. ↑  히로사와 가쓰미 (2014년 10월 12일). “緩すぎるCSに限界 前後期制も一案”. 니혼케이자이 신문. 2014년 10월 12일에 원본 문서에서 보존된 문서. 2014년 10월 19일에 확인함.
28. ↑  「読者の声」, 홋카이도 신문, 2011년 10월 27일
29. ↑  「読者の声」, 홋카이도 신문, 2018년 11월 13일
30. ↑  冠協賛社にヨドバシカメラ - 닛칸 스포츠, 2007년 9월 30일
31. ↑  관련 내용- J SPORTS 홈페이지 {{ 보관됨 2008-10-12 - 웨이백 머신
32. ↑  관련 내용 - 클릭 증권, 2009년 8월 25일
33. ↑  モブキャストがパ・リーグＣＳスポンサー - 닛칸 스포츠, 2013년 9월 12일
34. ↑  アットホーム株式会社がＣＳセ ファイナルステージの冠協賛社に決定 - 요미우리 자이언츠 공식 홈페이지, 2013년 9월 26일
35. ↑  クライマックスのスポンサーにローソン＝プロ野球パ・リーグ - 지지 통신 2014년 9월 19일
36. ↑  한신 타이거스가 주최권을 얻었을 경우에 로손의 협찬이 붙는다는 계약이 발효된다(관련 출처 : クライマックスシリーズ セ ファーストステージのスポンサーシップ契約締結について - 한신 타이거스 공식 홈페이지, 2014년 10월 2일).
37. ↑  アットホーム株式会社がＣＳセ ファイナルステージの冠協賛社に決定 - 요미우리 자이언츠 공식 홈페이지, 2014년 9월 27일
38. ↑  「2015年度パシフィック・リーグ クライマックスシリーズ」に冠協賛 - SMBC 닛코 증권, 2015년 9월 11일
39. ↑  요미우리 자이언츠가 정규 시즌 2위로 클라이맥스 시리즈 주관 개최권을 얻어 진출이 확정됐기 때문에 발효됐다(관련 출처 : 「クライマックスシリーズ セ」の冠協賛社にアットホーム株式会社 - 요미우리 자이언츠 공식 홈페이지, 2015년 9월 29일).
40. ↑  도쿄 야쿠르트 스왈로스가 정규 시즌 1위로 클라이맥스 시리즈 주관 개최권을 얻어 진출이 확정됐기 때문에 발효됐다(관련 출처 : 株式会社マイナビがCSセ ファイナルステージ／ファーストステージの冠協賛社に決定 - 도쿄 야쿠르트 스왈로스 공식 홈페이지, 2015년 10월 1일).
41. ↑  日通が今年パ・リーグCSの冠スポンサーに　ファーストSは10月8日開幕 - Fuii-Count, 2016년 8월 29일
42. ↑  히로시마 도요 카프가 정규 시즌 1위로 클라이맥스 시리즈 주관 개최권을 얻어 진출이 확정됐기 때문에 발효됐다(관련 출처 : マツダ、プロ野球セCSファイナルステージ の冠スポンサーに - Response, 2016년 9월 21일

## 같이 보기
- 일본 프로 야구 플레이오프 제도
- 일본 시리즈